# Liste der Kulturdenkmale in der Innenstadt (Bautzen), A–K

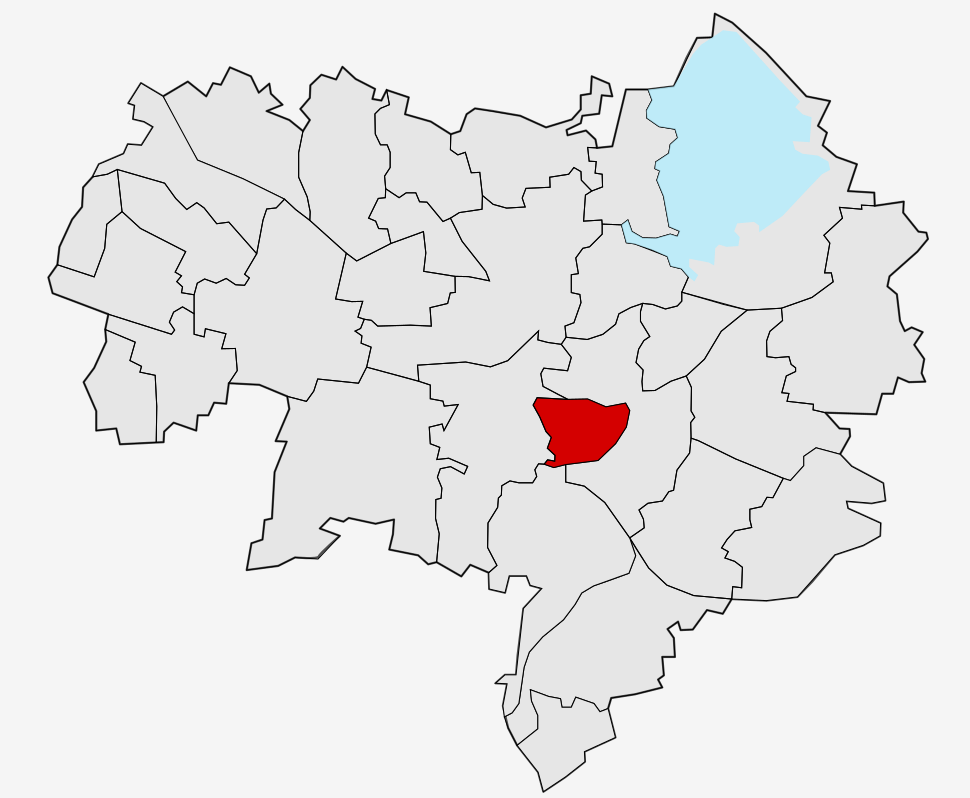
Lage der Innenstadt von Bautzen

In der Liste der Kulturdenkmale in der Innenstadt, A–K sind die Kulturdenkmale der Bautzener Innenstadt verzeichnet, die bis September 2024 vom Landesamt für Denkmalpflege Sachsen erfasst wurden (ohne archäologische Kulturdenkmale). Die Anmerkungen sind zu beachten.

## Liste der Kulturdenkmale in der Innenstadt, A–K
| Bild                                    | Bezeichnung | Lage                                                                 | Datierung | Beschreibung | ID       |
| --------------------------------------- | --- | -------------------------------------------------------------------- | --- | --- | -------- |
|                                         | Denkmalschutzgebiet Altstadt Bautzen (vorgeschlagen) | (Altstadt) (Karte)                                                   | ab 1200 (Denkmalschutzgebiet) | Denkmalschutzgebiet Altstadt Bautzen | 09252277 |
|                                         | Stadtbefestigung (Sachgesamtheit); Äußere Stadtmauer | (Innenstadt) (Karte)                                                 | 1290–1810; 1859–1861 (nördlicher Teil Lauenwall); 1863 (Körnereiche); 1871 (Friedenseiche); ab 1873 (südlicher Teil Lauenwall); 1890–1892 (Königswall); um 1900 (Springbrunnen); 1905 (Schillereiche) | Sachgesamtheit Stadtbefestigung und Promenaden mit folgenden Einzeldenkmalen: als Zeugnisse der Fortifikation Teile der äußeren Stadtmauer und ehemalige Wehrgänge im Bereich Am Stadtwall, Am Ziegelwall, Am Zwinger, Muskauer Straße, Schilleranlagen, Vor dem Schülertor und Wallstraße (siehe Obj. 09250176), Gerberbastei (Am Zwinger 1, Obj. 09250798), Mühlbastei (Burglehn 11a, Obj. 09251457), ehemaliges Gerbertor (Gerberstraße 34, Obj. 09250818), Mönchsbastei (Heringstraße 15, Obj. 09250507), Lauenturm (Innere Lauenstraße, Obj. 09250981), Stadtmauer als Innenhofbegrenzung (Mühltorgasse 1, Obj. 09250411), Röhrscheidt-Bastei (Mühltorgasse 3, Obj. 09251490), Nicolaiturm (Nicolaipforte 1, Obj. 09250796), Nicolaistufen (Obj. 09250841), Reichenturm (Reichenstraße 33, Obj. 09250990), Schülerturm (Schülerstraße 11, Obj. 09250858), Wendischer Turm (Wendischer Graben 3, Obj. 09250875), Alte Wasserkunst (Wendischer Kirchhof 2, Obj. 09251001) und das Mühltor (Wendischer Kirchhof 3, Obj. 09251002), sowie dem Gartendenkmal Ringanlage „Promenaden“ mit drei Gedenkbäumen (Obj. 09306594), Springbrunnen (vor Am Stadtwall 12, Obj. 09305370), Figurengruppe (vor Lotzestraße 17, Obj. 09305372) und Hochrelief (Wallstraße/Tuchmacherstraße, Obj. 09305373), außerdem alle Ausstattungselemente der Ringanlage als Sachgesamtheitsteile; bedeutendes Zeugnis der mittelalterlichen Bautzener Stadtbefestigung sowie deren Umgestaltung zur städtischen Grünanlage im 19. Jahrhundert, in dieser Zusammenwirkung und erhaltenen Komplexität nur noch in einzelnen Beispielen in Sachsen anzutreffen, ortsbildprägend, stadtgeschichtlich, stadtentwicklungsgeschichtlich, gartenkünstlerisch und städtebaulich von Bedeutung. Mauer in Teilen, wenigstens aber in der Linienführung erhalten, eine erhalten gebliebene Zinne zwischen Post und Dr.-Ernst-Mucke-Straße.                                                                       | 09301008 |
|                                         | Gartenhaus | Am Schützenplatz 1 (Karte)                                           | Um 1800 | Baugeschichtlich und stadtgeschichtlich von Bedeutung, ursprünglicher schlichter biedermeierlicher Bau an der Stadtmauer, Kernbau im Grundriss erhalten, mit Torbogen in der Stadtmauer als Öffnung zum Garten, durch neuere Renovierung äußerlich vom Originalzustand abgerückt, neuerer Anbau mit Fensteröffnungen, die nicht dem Altbau angepasst erscheinen, ehemaliger Garten zurzeit von Garageneinbauten verunstaltet | 09251466 |
| Direkt Bild zu diesem Denkmal hochladen | Aussichtsplattform und Treppenanlage als Reste der gestalteten Anlage um das ehemalige Schützenhaus | Am Schützenplatz 3 (bei) (Karte)                                     | 1792 | Ortsgeschichtliche, kulturgeschichtliche und ortsbildprägende Bedeutung | 09305526 |
| Weitere Bilder                          | Teile der äußeren Stadtmauer und ehemalige Wehrgänge (Einzeldenkmal zu ID-Nr. 09301008) | Am Stadtwall (Karte)                                                 | 13./14./15. Jahrhundert | Einzeldenkmal der Sachgesamtheit Stadtbefestigung; Zeugnis der Fortifikation und deren teilweiser Umgestaltung zu öffentlichen Promenadenanlagen, geschichtlich und städtebaulich von Bedeutung. Mauer in Teilen, wenigstens aber in der Linienführung erhalten, ab Mitte des 19. Jahrhunderts Bereich von Wall und Graben zu öffentlichen Promenaden umgewandelt, eine erhalten gebliebene Zinne zwischen Post und Dr.-Ernst-Mucke-Straße, ab Mitte 19. Jahrhundert Bereich von Wall und Graben zu öffentlichen Promenaden umgewandelt | 09250176 |
| Weitere Bilder                          | Plastik „Genesende“ im Krankenhausareal | Am Stadtwall 3 (Karte)                                               | 1960 | Künstlerisch bedeutend | 09305375 |
|                                         | Villa mit Saalanbau sowie Einfriedung (Kirchgemeindehaus St. Petri) | Am Stadtwall 12 (Karte)                                              | Um 1905/1910 | Evangelisches Kirchgemeindehaus St. Petri und Buchhandlung, baugeschichtlich von Bedeutung. Betonung des Mittelteils durch geschwungenen Giebel, vorgewölbter Erker mit Dachaufbau, im Erdgeschoss seitlich Balkons, im ersten Obergeschoss in Mitte ein kleiner Balkon. Starke Putzreliefierung und -ornamentierung (Hinterseite), in Giebel Darstellung mit Bibel, Alpha und Omega sowie Heilig-Geist-Taube (Spruch: „Gott zu ehren, sein Reich zu mehren“). Villa stand irrtümlich bis 2001 unter „Töpferstraße 23“ in der Denkmalliste. Einfriedung bestehend aus gemauerten Pfeilern und schmiedeeisernen Zaunsfeldern, nimmt hinsichtlich ihrer Gestaltung Bezug auf parallel entstandenes Wohnhaus, ergänzt dieses als Denkmaleinheit. Von 1861 gegründetem Jünglingsverein (der sich dem CVIM anschloss) 1905 als Vereinshaus auf der Töpferstraße errichtet, 1933 in kirchlichen Besitz überführt. Am Reformationstag 2009 wurde Kirchgemeindehaus nach Sanierung neu eingeweiht. Neue Adresse jetzt Am Stadtwall 12, da Zugang nunmehr über Wallanlagen erfolgt. | 09250780 |
| Direkt Bild zu diesem Denkmal hochladen | Ringanlage „Promenaden“ mit drei Gedenkbäumen (Einzeldenkmal der Sachgesamtheit 09301008) | Am Ziegelwall (Muskauer Straße, Schilleranlagen, Wallstraße) (Karte) | 1859–1861 (nördlicher Teil Lauenwall); 1863 (Körnereiche); 1871 (Friedenseiche); ab 1873 (südlicher Teil Lauenwall); 1890–1892 (Königswall); 1905 (Schillereiche)                                     | Einzeldenkmal der Sachgesamtheit Stadtbefestigung und Promenaden; bedeutendes Zeugnis der mittelalterlichen Stadtbefestigung sowie deren Umgestaltung zur städtischen Grünanlage im 19. Jahrhundert, in dieser Zusammenwirkung und erhaltenen Komplexität nur noch in einzelnen Beispielen in Sachsen anzutreffen, ortsbildprägend, stadtgeschichtlich, stadtentwicklungsgeschichtlich, gartenkünstlerisch und städtebaulich von Bedeutung | 09306594 |
|                                         | Sowjetisch-Polnischer Soldatenfriedhof (Sachgesamtheit) | Am Ziegelwall (Karte)                                                | Nach 1945 | Sachgesamtheit Sowjetisch-Polnischer Soldatenfriedhof mit folgenden Einzeldenkmalen: Obelisk auf dem sowjetischen Ehrenhain (siehe auch Einzeldenkmal 09250082, gleiche Anschrift), Gedenktafel aus rotem Marmor und fünf Grabsteinen auf dem sowjetisch-polnischen Ehrenhain (siehe auch Einzeldenkmal 09250197, gleiche Anschrift), auf weiterer abgeschlossener Anlage Gedenkstein aus grauem Granit für die Soldaten des 13. Panzergarderegiments, außerdem Grabsteine und Grabfelder des sowjetischen Ehrenfriedhofs, Grünfläche mit kleinen seitlichen Treppenaufgängen sowie Einfriedung als Gartendenkmal oder Sachgesamtheitsteile; Grabstätte von 3053 sowjetischen Kriegstoten und weiteren 92 Opfern aus Polen und der UdSSR, geschichtlich bedeutend. | 09250376 |
| Weitere Bilder                          | Gedenktafel aus rotem Marmor und fünf Grabsteinen auf dem sowjetisch-polnischen Ehrenhain (Einzeldenkmal zu ID-Nr. 09250376)                                                                                                 | Am Ziegelwall (Karte)                                                | 1961 | Einzeldenkmal der Sachgesamtheit Sowjetisch-Polnischer Soldatenfriedhof; große Gedenktafel aus rotem Marmor und fünf Gedenksteine, Begräbnisort von 92 sowjetischen und polnischen Kriegsgefangenen, ortsgeschichtlich von Bedeutung und von geschichtlichem Zeugniswert | 09250197 |
| Weitere Bilder                          | Obelisk auf dem sowjetischen Ehrenhain (Einzeldenkmal zu ID-Nr. 09250376) | Am Ziegelwall (Karte)                                                | 1946/47 | Einzeldenkmal der Sachgesamtheit Sowjetisch-Polnischer Soldatenfriedhof; geschichtlich und ortsgeschichtlich von Bedeutung | 09250082 |
| Weitere Bilder                          | Teile der äußeren Stadtmauer und ehemalige Wehrgänge (Einzeldenkmal zu ID-Nr. 09301008) | Am Ziegelwall (Karte)                                                | 13./14./15. Jahrhundert | Einzeldenkmal der Sachgesamtheit Stadtbefestigung; Zeugnis der Fortifikation und deren teilweiser Umgestaltung zu öffentlichen Promenadenanlagen, geschichtlich und städtebaulich von Bedeutung | 09250176 |
|                                         | Gartenhaus und Mauer | Am Ziegelwall 6 (Karte)                                              | 1. Hälfte 19. Jahrhundert | Architekturgeschichtliches Zeugnis, baugeschichtlich und stadtentwicklungsgeschichtlich von Bedeutung, gehört zu einer Reihe ähnlicher, biedermeierlicher Bau an der Stadtmauer, auch stilistisch ästhetisch, eingeschossiger Putzbau mit Mansarddach, Zwerchhäusern, Rundbogenfenstern im Erdgeschoss, Fenster und Türen in Ausführung verändert, zum Teil mit Fensterläden (Holzlamellen), in Kubatur, Proportionen und Dachaufbau aber weitgehend authentisch | 09299923 |
| Weitere Bilder                          | Gerberbastei am Zwinger zwischen Schülertor und Nicolaipforte und Reste der Stadtmauer (Einzeldenkmal zu ID-Nr. 09301008) | Am Zwinger 1 (Karte)                                                 | 1503 | Einzeldenkmal der Sachgesamtheit Stadtbefestigung; ortsgeschichtlich und baugeschichtlich von Bedeutung, 1503 als letzte und stärkste der Bastionen des inneren Verteidigungsringes der Stadt gebaut, im Dreißigjährigen Krieg zweimal ausgebrannt, 1703 erneuert, diente als Schützenbastei, Pestkrankenhaus, Turnhalle und ist seit 1922 Jugendherberge | 09250798 |
| Weitere Bilder                          | Wohnhaus in geschlossener Bebauung und Ecklage | An den Fleischbänken 2 (Karte)                                       | Anfang 18. Jahrhundert | Barockes Wohnhaus, baugeschichtlich von Bedeutung, horizontale Betonung der Etagen durch Simse, im Türgitter bezeichnet (ES) | 09251097 |
| Weitere Bilder                          | Wohnhaus mit Ladeneinbau in halboffener Bebauung | An den Fleischbänken 4 (Karte)                                       | Bezeichnet mit 1695 | Barockes Wohnhaus mit Ladeneinbau, baugeschichtlich von Bedeutung, Mittelbetonung durch Portal, darunter Wappen (Inschrift: Martin Gubritz) | 09251098 |
| Weitere Bilder                          | Laden in offener Bebauung (Dombuchhandlung) | An den Fleischbänken 5 (Karte)                                       | Um 1850 | Architektonisch und straßenbildprägend von Bedeutung, schmales, langgezogenes Gebäude, Rundbögen, getreppter Giebel | 09251099 |
| Weitere Bilder                          | Wohnhaus in halboffener Bebauung und Ecklage | An den Fleischbänken 7 (Karte)                                       | Nach 1720 | Barockes Wohnhaus, baugeschichtlich und straßenbildprägend von Bedeutung, altes Patrizierhaus, Mittelbetonung durch Portal mit Wappen, Zwillingsfenster, Dachgaupe, Betonung des Erdgeschosses durch Putzquaderung, reiche Putzreliefierung im ersten Obergeschoss | 09250866 |
| Weitere Bilder                          | Friedensbrücke (ehemalige Kronprinzenbrücke), Spreetalbrücke / Straßenbrücke über die Spree | An der Friedensbrücke (Karte)                                        | Bezeichnet mit 1909, errichtet 1908/09 | Landschaftsgestaltend sowie ortsbildprägend, von technikgeschichtlicher und ortshistorischer Bedeutung. Spreetalbrücke, bis 1949 Kronprinzenbrücke genannt. Etwa 180 m lange, vierbogige, massive Brücke, Bögen und Pfeiler aus Granitbruchsteinmauerwerk in Zementmörtel (Konkretbeton) mit Granitsteinverblendung, Laibungen glatt verputzt. | 09250980 |
| Weitere Bilder                          | Petrikirche mit Sonnenuhr | An der Petrikirche 1 (Karte)                                         | 1213 | Dreischiffige, gotische Hallenkirche, baugeschichtlich, kunstgeschichtlich und ortsgeschichtlich von Bedeutung. dreischiffiges Hallenlanghaus, durch viertes Schiff asymmetrisch nach Süden erweitert, über Chor und Langhaus Netzgewölbe über schlanken Achteckpfeilern, seit 1524 Simultankirche. | 09251084 |
| Weitere Bilder                          | Wohnhaus in geschlossener Bebauung | An der Petrikirche 2 (Karte)                                         | Um 1720 | Barockes Wohnhaus, baugeschichtlich und städtebaulich von Bedeutung, Mittelbetonung durch Portal mit Schlussstein (bezeichnet JI) und Zwillingsfenster im ersten Obergeschoss, Fensterbekrönung durch Dreiecksgiebel | 09251088 |
| Weitere Bilder                          | Wohnhaus in geschlossener Bebauung | An der Petrikirche 3 (Karte)                                         | Um 1720 | Barockes Wohnhaus, baugeschichtlich und städtebaulich von Bedeutung, Mittelbetonung im ersten Obergeschoss durch stark reliefierte Bekrönung des mittleren Fensters, Inschrift: UNSER HILFE KOMPT VON HERRN | 09251087 |
| Weitere Bilder                          | Ehemaliges Klosterhaus in Ecklage und halboffener Bebauung | An der Petrikirche 4 (Karte)                                         | Bezeichnet mit 1722 | Barockes Gebäude, baugeschichtlich und ortsgeschichtlich von Bedeutung, stark asymmetrischer Baukörper mit Hauptportal, Rundbogen in Fassade, Portal mit Schlussstein (Wappen) bezeichnet mit 1722 – CS.AM, Gewölbe, heute Telekom und Büro | 09251086 |
| Weitere Bilder                          | Wohnhaus in geschlossener Bebauung | An der Petrikirche 5 (Karte)                                         | Um 1720 | Barockes Wohnhaus, baugeschichtlich, baukünstlerisch und straßenbildprägend von Bedeutung, Mittelbetonung durch Portal mit floral verziertem Schlussstein, reich verzierte Eingangstür, Zwillingsfenster im ersten und zweiten Obergeschoss mit reicher Fensterbekrönung, Gewölbe | 09251080 |
| Weitere Bilder                          | Domstift St. Petri mit Domschatzkammer | An der Petrikirche 6 (Karte)                                         | 1683 | Bischofssitz bis 1980, baukünstlerisch und ortsgeschichtlich von Bedeutung, hufeisenförmige Anlage mit Innenhof, prunkvolles Portal mit Wappen und Trinitätsdarstellung, Domschatzkammer | 09251081 |
|                                         | Domschule / Wohnhaus in geschlossener Bebauung sowie hoher Mauerzug der Grundstückseinfriedung entlang der Fleischergasse | An der Petrikirche 7 (Karte)                                         | 1870 | Ehemalige Domschule, heute Caritas, baugeschichtlich, ortsgeschichtlich und städtebaulich von Bedeutung, Wohnhaus mit Sims über dem Erdgeschoss, Mauerzug | 09251082 |
| Weitere Bilder                          | Doppelwohnhaus in Ecklage und in halboffener Bebauung sowie Mauer als Grundstückseinfriedung entlang der Breitengasse und der Fleischergasse und Portal im Mauerzug an der Breitengasse                                      | An der Petrikirche 8, 9 (Karte)                                      | Um 1700 (Doppelwohnhaus); 17. Jahrhundert (Portal) | Baugeschichtlich, städtebaulich und baukünstlerisch von Bedeutung, Portal mit reicher Bekrönung und gewölbtes Torportal (beide mit Schlussstein), Türbekrönung mit Dreiecksgiebel, Mauer Bruchstein verputzt mit massivem Eckpfeiler (Naturstein) an Ecke Breitengasse/Fleischergasse, Objekt heute nur noch unter der Hausnummer 9 verzeichnet, mit Nummer 8 zusammengefasst | 09251083 |
|                                         | Wohnhaus mit Ladeneinbau, in geschlossener Bebauung | Äußere Lauenstraße 5 (Karte)                                         | Um 1890 | Baugeschichtlich von Bedeutung, horizontale Gliederung durch Simse, originale Eingangstür, Abbruchgenehmigung vom 26. April 2012 (Landratsamt Bautzen) | 09250953 |
| Weitere Bilder                          | Wohnhaus mit Laden, in Ecklage | Äußere Lauenstraße 9 (Karte)                                         | Um 1870/1880 | Wohnhaus in Ecklage (Äußere Lauenstraße 9) mit Laden, anschließendes Gebäude ohne eigenes Erschließungstreppenhaus, mit Höhenversatz (ehemals Goschwitzstraße 1), Gebäude zur Goschwitzstraße mit Hofdurchfahrt, baugeschichtlich und städtebaulich von Bedeutung. - Wohnhaus Äußere Lauenstraße 9: dreigeschossiger massiver Baukörper mit horizontalen Gliederungen durch Sims über Erdgeschoss und erstem Obergeschoss, Fries, Putzgliederung und -quaderung, Fensterüberdachungen, im Erdgeschoss schöne Kreuzgratgewölbe, ursprünglich setzte sich dieses Wohnhaus aus vier eigenständigen Teilen zusammen, die um 1850 zusammengefasst wurden, danach wurde das sich anschließende Wohnhaus in der Goschwitzstraße errichtet, welches in den Geschossen deutliche Höhenversätze aufweist - Wohnhaus-Gebäude Goschwitzstraße: dreigeschossiger, symmetrischer und massiver Baukörper mit horizontalen Gliederungen durch Gesimse über Erdgeschoss und erstem Obergeschoss, Putzgliederung und -quaderung, Fensterüberdachungen, Mittelbetonung durch segmentbogiges Tor der Hofdurchfahrt, Erdgeschoss Bruchstein, verputzt, Erdgeschoss-Fenster mit Vergitterungen. - Wohnhaus ehemalige Goschwitzer Straße 1: symmetrischer Bau, Mittelbetonung durch torartigen Eingang, links und rechts davon vergitterte Fenster, drei Etagen, Erdgeschoss: Bruchstein (verputzt) | 09250655 |
| Direkt Bild zu diesem Denkmal hochladen | Gartenhaus im hinteren Bereich des Grundstücks sowie historische Wäschemangel im Vorderhaus | Äußere Lauenstraße 16 (Karte)                                        | Um 1800 (Gartenhaus); 4. Viertel 19. Jahrhundert (Wäschemangel) | Gartenhaus architekturgeschichtliches Zeugnis, städtebaulich und stadtgeschichtlich von Bedeutung, Wäschemangel von technikgeschichtlicher Bedeutung. Gartenhaus zweigeschossig, mit vorgezogenem Mittelteil, Mansarddach und feinsprossig gegliederten Fenstern, gehört stilistisch in die Reihe der an die Stadtmauer bzw. in deren Umgebung gebauten Gartenhäuser. Recht stilvolles Objekt, in jüngerer Zeit saniert, neueres rundbogiges Dachfenster im Mansarddach, alte Dachdeckung mit Biberschwänzen in Doppeldeckung. Wäschemangel: älteste betriebsfähige Wäschemangel der Stadt Bautzen (Firma L. A. Thomas Maschinenfabrik Großröhrsdorf, Mangel der gleichen Firma und wohl auch des gleichen Typs steht in Dresden, Overbeckstraße 26. Januar 2012), letztes Zeugnis des einstigen Hotel- und Gaststättenbetriebes im historischen Vorspanngasthof „Zum halben Mond“, ursprünglich handbetrieben, 1928 Einbau eines Elektromotors und des Herrschuh-Mangelsystems, Nutzung bis heute, stand bis September 2013 im Hintergebäude der Äußeren Lauenstraße 40, wurde dann hierher versetzt. | 09251459 |
|                                         | Ehemaliges Waisenhaus | Äußere Lauenstraße 23 (Karte)                                        | Gewölbe bezeichnet mit 1699 | Baugeschichtlich und ortsgeschichtlich von Bedeutung, Tafel mit Inschrift in Eingangshalle: Johann Richer – „Dis ist das Waysen-Hauß, das Gottes Vater-Hand zu armer Kinder Trost alhier hat auffgerichtet. Derselbe schütz es nun, daß weder Krieg noch Brand, noch Theurung oder Pest es nimermehr fernichtet! Ein Jeder nehme sich der Waysen treulich an, denn was man Ihnen thut, das hat man Gott gethan.“ | 09250958 |
|                                         | Wohnhaus mit Ladeneinbau in Ecklage und geschlossener Bebauung | Äußere Lauenstraße 32 (Karte)                                        | Um 1890 | Baugeschichtlich von Bedeutung, Betonung des ersten Obergeschosses durch Fensterbekrönung | 09250975 |
|                                         | Ehemaliges städtisches Zucht- und Spinnhaus / Wohnhaus | Äußere Lauenstraße 33 (Karte)                                        | Um 1680 | Frei stehender zweigeschossiger Massivbau mit hohem Originalitätsgrad, bau- und ortsgeschichtliche Bedeutung, Gebäude aus Naturstein, heute Kinderheim | 09250960 |
|                                         | Wohnhaus mit Ladeneinbau in Ecklage (ehemals Karl Lohse – Elektromeister) | Äußere Lauenstraße 34 (Karte)                                        | Um 1830 | Baugeschichtlich von Bedeutung, Sims über Erdgeschoss, Krüppelwalmdach | 09250972 |
|                                         | Wohnhaus mit zwei Eingängen in geschlossener Bebauung | Äußere Lauenstraße 36 (Karte)                                        | Bezeichnet mit 1827 | Baugeschichtlich von Bedeutung. Streichung 2007, da kein ausreichender Denkmalwert vorhanden; nach eingehender Objektbesichtigung von innen erneute Ausweisung als Denkmal, da doch Denkmaleigenschaften vorhanden: innen original erhaltenes Treppenhaus mit offenen Bögen mit dekorativen Holzfeldern in den Treppenwangen, Granitstufen, hölzerner Treppenlauf, vermutlich Granit-Fußbodenplatten unter Terrazzo im Eingangsbereich erhalten, Schornstein sowie Gewölbe und Entlastungsbögen in einzelnen Räumen auf allen Etagen, originaler Türstock mit Datierung und bauzeitliche schöne zweiflüglige Eingangstür. | 09250971 |
|                                         | Wohnhaus mit Ladeneinbau, Toreinfahrt und Hintergebäuden in geschlossener Bebauung | Äußere Lauenstraße 40 (Karte)                                        | Bezeichnet mit 1827 | Baugeschichtlich, ortsgeschichtlich und städtebaulich von Bedeutung, Gewölbe, Wäschemangel stand bis September 2013 hier im Hinterhaus, dann in das Vorderhaus der Äußeren Lauenstraße 16 versetzt | 09250969 |
|                                         | Wohnhaus mit Ladeneinbau, in geschlossener Bebauung | Äußere Lauenstraße 42 (Karte)                                        | Schlussstein bezeichnet mit 1827 | Baugeschichtlich und städtebaulich von Bedeutung, bezeichnet im Schlussstein: „1827 – KR“ | 09250968 |
|                                         | Wohnhaus mit Ladeneinbau, in geschlossener Bebauung | Äußere Lauenstraße 44 (Karte)                                        | Mitte 18. Jahrhundert | Baugeschichtlich und städtebaulich von Bedeutung | 09250967 |
|                                         | Wohnhaus mit ehemaliger Bäckerei, in geschlossener Bebauung | Äußere Lauenstraße 48 (Karte)                                        | Mitte 18. Jahrhundert | Baugeschichtlich und städtebaulich von Bedeutung, einfache Fassadengliederung | 09250966 |
|                                         | Doppelwohnhaus in geschlossener Bebauung | Äußere Lauenstraße 50, 52 (Karte)                                    | 18. Jahrhundert | Baugeschichtlich und städtebaulich von Bedeutung, einfache Fassadengliederung, Sockel aus Bruchstein, mit originaler Eingangstür | 09250965 |
| Weitere Bilder                          | Neue Wasserkunst mit Steinbank und Bruchsteinstützmauer am Neutor, einschließlich Verbindungsgang zum Wärterhaus | Äußere Lauenstraße 58 (Karte)                                        | Bezeichnet mit 1606 (Wasserkunst); 1692 (Steinbank) | Baukünstlerisch, ortsgeschichtlich und technikgeschichtlich von Bedeutung, ortsbildprägend. Zur Sicherung des steigenden Wasserbedarfs durch den Ratsbaumeister Wenzel Rohrscheidt d. J. erbaut, 1620 stark beschädigt und 1724/25 wieder aufgebaut, 1890 stillgelegt. Anfang des 17. Jahrhunderts genügte Alte Wasserkunst den Ansprüchen der Stadt Bautzen an Wasserbedarf nicht mehr. Deshalb und auch für künftig erhöhte Löschwasserbereitstellung für Brandfall 1606 Grundsteinlegung zu einem zweiten Hebewerk durch Wenzel Röhrscheidt den Jüngeren. Fertigstellung des Entnahmebauwerkes 1606, 1607 Beginn der Arbeiten am überdachten Röhrengang und dem Turm, Juli 1608 Einsturz des Turmes, bis Dezember 1608 Wiedererrichtung desselben einschließlich Aufsetzen der Haube, Einweihung Juli 1610. 1618 brannte der Turm, 1620 Zerstörung des oberen Teiles des Turmes während Belagerung durch schwedische Truppen, bis 1720 zunehmender Verfall der neuen Wasserkunst, mehrere Brände. 1721 kompletter Neubau aus Stein und mit Kuppel, in Jahrzehnten nach Errichtung wiederholt Reparaturen am Hebewerk und den Pumpen, 1874 Installation einer Dampfmaschine an der Entnahmestation.1893 Stilllegung, 1937 Turmrenovierung, 1999–2000 umfassende Sanierung. Siehe hierzu auch Werkhaus der Neuen Wasserkunst, Obj. 09251179, dessen Grundsteinlegung 1606 im Zusammenhang mit Neuer Wasserkunst. Im massiven Unterbau der Wasserkunst das sogenannte Neutor, welches ursprünglich Teil des Äußeren Lauentores war. Wegen Lage der Wasserkunst am südlichen Stadtende war das Bauwerk neben Funktion zur Versorgung der Stadt mit Trink- und Löschwasser auch Bestandteil deren Verteidigungsanlagen. Hinsichtlich architektonischer Ausführung und technischer Wirkungsweise wichtiges Werk des ebenfalls bekannten Baumeisters Wenzel Röhrscheidt des Jüngeren von prägender Bedeutung, für Stadtbild, Ortsgeschichte, Baugeschichte und Technikgeschichte. | 09250962 |
|                                         | Wohnhaus mit Ladeneinbau, in offener Bebauung | Äußere Lauenstraße 60 (Karte)                                        | Ende 18. Jahrhundert | Baugeschichtlich und städtebaulich von Bedeutung, Portal mit Schlussstein, Dachgaupen | 09250963 |
| Weitere Bilder                          | Ehemaliges Zollhaus der Heilig-Geist-Brücke mit Einfriedung, Hinterhaus sowie Wegestein und Steinbank vor dem Haus (Äußeres Lauentor)                                                                                        | Äußere Lauenstraße 62, 64 (Karte)                                    | 15. Jahrhundert | Baugeschichtlich, städtebaulich und stadtentwicklungsgeschichtlich von Bedeutung, bis zur Freigabe der Kronprinzenbrücke 1909 wichtigster Zufahrtsweg in die Stadt. Wohnhaus: Krüppelwalmdach mit Fledermausgaupen, Biberschwanzdeckung, Dach auskragend für die Einnehmung. Hinterhaus war früher Stellmacherei, eingeschossig mit Walmdach, gehört stilistisch in die Reihe der biedermeierlichen Gartenhäuser, die an oder in Nähe der Stadtmauer gebaut wurden. Wegestein und Steinbank Granit. | 09250961 |
| Weitere Bilder                          | Wohnhaus mit Wappen über dem Portal | Burglehn 1 (Karte)                                                   | Im Kern 17. Jahrhundert (Wohnhaus); um 1650 (Wappen) | Bau- und hausgeschichtliche Bedeutung. Wohnhaus mit hohem Authentizitätsgrad, mit denkmalpflegerischen Auflagen saniert unter Beibehaltung herkömmlicher Kubatur, Proportionen, Dachhecht. Wappenstein original erhalten. | 09251004 |
|                                         | Wohnhaus in Ecklage zur Mönchsgasse in offener Bebauung | Burglehn 2 (Karte)                                                   | Um 1885 | Baugeschichtlich und städtebaulich von Bedeutung, angeschrägte Ecke mit Balkon, originales Geländer, Betonung des ersten Obergeschosses durch Fensterbekrönung | 09251023 |
|                                         | Wohnhaus in geschlossener Bebauung mit Wappen über Portal | Burglehn 5 (Karte)                                                   | Bezeichnet mit 1699 (im Wappen über Portal) | Baugeschichtlich und städtebaulich von Bedeutung | 09251005 |
| Weitere Bilder                          | Wohnhaus in geschlossener Bebauung mit Wappen über Portal | Burglehn 7 (Karte)                                                   | Bezeichnet mit 1699 | Baugeschichtlich und städtebaulich von Bedeutung, vier Etagen, Wappen über Portal bezeichnet mit 1699 – G.E.V. Rechenberg | 09251006 |
| Direkt Bild zu diesem Denkmal hochladen | Kelleranlage des ehemaligen Wohnhaus (in Gebäudehälfte, die an Nr. 7 anschließt) | Burglehn 9 (Karte)                                                   | Anfang 16. Jahrhundert, spätmittelalterlich (Kelleranlagen); nach 1634 (Wohnhaus) | Baugeschichtliche Bedeutung, Kelleranlage in hohem Maße original erhalten, Bruchstein-Tonnen-Gewölbe, wohl spätmittelalterlichen Ursprungs, Wohnhaus bis auf Erdgeschoss-Mauerwerk der linken Gebäudehälfte abgebrochen | 09251007 |
| Weitere Bilder                          | Mühlbastei (Einzeldenkmal zu ID-Nr. 09301008) | Burglehn 11a (Karte)                                                 | Um 1486 | Einzeldenkmal der Sachgesamtheit Stadtbefestigung; ortsgeschichtlich, städtebaulich und baugeschichtlich von Bedeutung, um 1486 errichtet, 1639 durch Schweden belagert und zerstört, 1676 neues Dach, 1945 ausgebrannt, gegenwärtige Nutzung: als Wohnhaus um- und ausgebaut | 09251457 |
|                                         | Wohnhaus in geschlossener Bebauung | Burglehn 15 (Karte)                                                  | Um 1750 | Baugeschichtlich und städtebaulich von Bedeutung, Mittelbetonung durch breites Tor, Krüppelwalmdach | 09251008 |
| Weitere Bilder                          | Doppelwohnhaus in Ecklage und in halboffener Bebauung | Burgplatz 1 (Karte)                                                  | Um 1910 | Baugeschichtlich und platzbildprägend von Bedeutung, Betonung der Mitte durch Dachgiebel | 09251022 |
| Weitere Bilder                          | Wohnhaus (mit angebauter Werkstatt) in Ecklage und in geschlossener Bebauung sowie ehemaliges Stallgebäude | Burgplatz 2 (Karte)                                                  | Bezeichnet mit 1899–1900 (Wohnhaus); 1. Hälfte 18. Jahrhundert (Stall) | Baugeschichtlich und städtebaulich von Bedeutung, Eckbetonung durch Balkon mit originalem Geländer, originale Eingangstür, Seitenbetonung durch Zwillingsfenster, reiche Fensterbekrönung im ersten Obergeschoss, Stall: Naturstein, Krüppelwalmdach | 09251009 |
| Weitere Bilder                          | Wohnhaus in Ecklage und offener Bebauung | Burgplatz 4 (Karte)                                                  | Um 1870 | Baugeschichtlich und städtebaulich von Bedeutung, einfache Putzgliederung, originale Tür | 09251021 |
|                                         | Ehemaliges Gasthaus (Schlossschänke) | Burgplatz 5 (Karte)                                                  | Bezeichnet mit 1430 | Bruchsteingebäude mit festungsartiger Mauer, bau-, hausgeschichtlich und ortsgeschichtlich von Bedeutung, Gewölbe | 09251018 |
| Weitere Bilder                          | Wohnhaus in offener Bebauung (Gersdorfsches Haus) | Burgplatz 6 (Karte)                                                  | Um 1680 | Barockes Wohnhaus, baugeschichtlich und platzbildprägend von Bedeutung, symmetrischer Bau mit Mittelrisalit und Stützpfeilern (durch Hanglage bedingt), Kolossalpilaster, Putzgliederung, Portal mit schmiedeeisernem, goldbemalten und reich verzierten Bogenabschluss, über Mittelfenster reich gestaltetes Wappen | 09251020 |
|                                         | Wohn- und Geschäftshaus in Ecklage und in geschlossener Bebauung | Buttermarkt 1 (Karte)                                                | Um 1890 | Baugeschichtlich und städtebaulich von Bedeutung, Putzgliederung, Fensterbekrönung im ersten Obergeschoss, Simse | 09250878 |
| Direkt Bild zu diesem Denkmal hochladen | Wohnhaus in Ecklage und in geschlossener Bebauung | Dornschnabel 2 (Karte)                                               | Bezeichnet mit 1755 | Baugeschichtlich von Bedeutung, mit Ladeneinbau, Mittelbetonung durch Putzelemente, bezeichnet mit „1755 – JPG“ (im Wappen über Tor des gemauerten Torbogens zum Innenhof an Straßenzug Dornschnabel), Hinterhaus kein Denkmal | 09250714 |
|                                         | Wohnhaus in Ecklage und in halboffener Bebauung | Dr.-Ernst-Mucke-Straße 2 (Karte)                                     | Um 1900/1905 | Baugeschichtlich und städtebaulich von Bedeutung, zwei Etagen, symmetrische Fassadengestaltung, Mittelbetonung durch Fensterbekrönung und Okulus | 09250696 |
|                                         | Wohnhaus in halboffener Bebauung | Dr.-Ernst-Mucke-Straße 4 (Karte)                                     | Um 1890 | Baugeschichtlich von Bedeutung, Seitenbetonung durch Giebel, originale Tür und Fenster | 09250697 |
|                                         | Gedenktafel für Dr. Maria Grollmuß im Erdgeschoss an Außenwand eines Wohn- und Geschäftshauses | Dr.-Maria-Grollmuß-Straße 2 (Karte)                                  | Nach 1945 | Zur Erinnerung an die sorbische Lehrerin und antifaschistische Widerstandskämpferin Dr. Maria Grollmuß (Marje Grólmusec, 1896–1944), geschichtliche (besonders personengeschichtliche) Bedeutung, im Erdgeschoss unter Straßenschild Gedenktafel mit Wortlaut: „Dr. Maria Grollmuss. Sächsische Antifaschistische Kämpferin geb. 24.4.1896, gest. 6.8.1944 im KZ Ravensbrück“. Wohn- und Geschäftshaus mit ursprünglich einfacher Putzgliederung, Betonung des ersten Obergeschosses, originale Haustür, 2007 im Einvernehmen mit Unterer Denkmalschutzbehörde gestrichen, weil nach Sanierung erheblich geglättet, Fenstereinbau entgegen der Auflagen, Denkmalwert nunmehr ungenügend. | 09250749 |
|                                         | Wohnhaus mit Ladeneinbau in geschlossener Bebauung | Dr.-Maria-Grollmuß-Straße 4 (Karte)                                  | Schlussstein bezeichnet mit 1890 | Baugeschichtlich von Bedeutung, bezeichnet mit 1890 – L – (im Schlussstein), Mittelbetonung, leichte Putzornamentik unter dem Dachsims, Putzquaderung im Erdgeschoss, Mansarddach | 09250750 |
|                                         | Wohnhaus in Ecklage und in halboffener Bebauung | Dr.-Maria-Grollmuß-Straße 17 (Karte)                                 | Um 1890/1895 | Baugeschichtlich von Bedeutung, Mittelrisalit mit Dreiecksgiebel, Fensterbekrönung über Zwillingsfenster im ersten Obergeschoss, Putzgliederung, seitlich Veranden, originale Tür | 09250752 |
|                                         | Schmutzwasser-Pumpwerk (Pumpenhaus) | Fischergasse (Karte)                                                 | 1929 | Eingeschossiger Klinkerbau mit an Geländeniveau angepasstem Anbau als Zugang zu Dachterrasse (mit Eisengeländer), mit rundbogigen Fenster- und Türöffnungen, eingezogenem Eingang, baugeschichtlich und technikgeschichtlich von Bedeutung. 1929 errichtet als „Schmutzwasser-Pumpwerk“ an der Walke, der Entwurf stammte vom Tiefbauamt der Stadt Bautzen, eingeschossiger, klinkerverkleideter Massivbau über quadratischem Grundriss, westliche Hauptansicht mit großen Rundbogenfenstern (verändert), eingezogene Vorhalle mit Rundbogenpfeilern an der Südwestecke, elegante Rhombenfenster an der südlichen und nördlichen Schmalseite, Flachdach mit bauzeitlichem Rhombengeländer, begehbar in östlicher Hanglage, im Erdgeschoss befindet sich der Motoren- und Schaltraum für den 15-PS-Dieselmotor (erneuert), Kellergeschoss mit Motoren- und Pumpenraum, Rechenraum und Sammelbehälter, qualitätvoll gestaltete Anlage als Zeugnis der städtischen Abwasserentsorgung von baugeschichtlicher und technikhistorischer Bedeutung. Teil der technischen Anlagen der Wasserversorgung der Stadt, in Nachbarschaft zur Neuen Wasserkunst (vgl. Obj. 09250962). Tür- und Fensteröffnungen mit farbig gestalteten Klinkerblendbögen (leicht erhaben) gerahmt. Oberer Abschluss des eingeschossigen Gebäudes mit Flachdach und umlaufendem Klinkerfries. | 09286964 |
|                                         | Wohnhaus in halboffener Bebauung | Fischergasse 8 (Karte)                                               | Bezeichnet mit 1759 | Baugeschichtlich von Bedeutung, eckiges Portal mit Schlussstein | 09251168 |
|                                         | Wohnhaus in halboffener Bebauung | Fischergasse 9 (Karte)                                               | Anfang 18. Jahrhundert | Baugeschichtlich von Bedeutung, Mittelbetonung durch Portal | 09251164 |
|                                         | Wohnhaus in offener Bebauung | Fischergasse 12 (Karte)                                              | Ende 18. Jahrhundert | Baugeschichtlich von Bedeutung, zweigeschossig, Satteldach, mit breiten Fensterlaibungen und Korbbogenportal | 09250190 |
|                                         | Wohnhaus mit Inschrifttafel, in halboffener Bebauung | Fischergasse 13 (Karte)                                              | Bezeichnet mit 1904 | Baugeschichtlich und städtebaulich von Bedeutung, Inschrifttafel: „Arbeit ist des Bürgers Zierde, Segen ist der Mühe Preis, KC 1904“, asymmetrischer Baukörper, Mittelbetonung durch erkerartigen Vorbau ab erstem Obergeschoss, Seitenbetonung, geschweifter Giebel mit Putzornamenten | 09251166 |
|                                         | Ehemaliges Werkhaus der Neuen Wasserkunst (vgl. Objekt 09250962) mit Resten der Einfriedung | Fischergasse 20 (Karte)                                              | 1606–1610 | Baugeschichtlich und technikgeschichtlich von herausragender Bedeutung. Früher mit Verbindung zur Neuen Wasserkunst, ehemals Wasserrad für Wasserkunst im Gebäude installiert, Brunnen, riesiges Gewölbe. Grundsteinlegung am 24. Juli 1606. 1606–1610 Um- und Neubau des Werkhauses im Zuge des Baus der Neuen Wasserkunst am Äußeren Lauentor durch die Stadt Bautzen, Architekt: Wenzel Röhrscheidt d. J., Vorgängerbau als Tuchmacherwalke erstmals 1360 erwähnt und um 1500 umgebaut, Teile des überlieferten Baus einschließlich eines spätgotischen, spitzbogigen Gewändeportals mit Stabüberschneidungen (im 1. Drittel des 20. Jahrhunderts transloziert und als Fußgängerpforte oberhalb des Werkhauses neu aufgestellt) wohl aus dieser Zeit, zweigeschossiger Massivbau, verputzt, mit unregelmäßiger Durchfensterung der Fassadenfronten, Walmdach, am südöstlichen Giebeleck Krüppelwalm, Hauptportal mit spitzbogigem Ziegelgewände, Gebäude ursprünglich über baugleich angelegtem und später zugeschüttetem Kunstgraben, mit Gewölbe- sowie teilweiser Holzdeckenkonstruktion, Grundrisse weitgehend verändert durch Wohnnutzung, westlicher Gebäudeteil ursprünglich Radstube mit hölzernem Wasserrad und Druckwerk, von dem Holzrohrleitungen in einem östlich gelegenen, 1607 erbauten Mauergang zur Neuen Wasserkunst führten, östlicher Gebäudeteil wohl seit Erbauung bis in das frühe 20. Jahrhundert hinein als Werkmeisterwohnung genutzt, Gebäude bau- und technikhistorisch von herausragender Bedeutung. | 09251179 |
|                                         | Wohn- und Produktionsgebäude mit zwei Anbauten, in offener Bebauung (ehemalige Strumpfwalke) | Fischergasse 22 (Karte)                                              | 1606 | Baugeschichtlich und technikgeschichtlich von Bedeutung, ehemalige Strumpfwalke, Technisches Denkmal, asymmetrischer Baukörper, früher Haus (mit Walkerei) in Insellage. | 09251180 |
|                                         | Wohnhaus in halboffener Bebauung | Fischergasse 25 (Karte)                                              | Um 1750 | Baugeschichtlich und städtebaulich von Bedeutung, mit seitlichem Eingang | 09251174 |
|                                         | Wohnhaus in halboffener Bebauung | Fischergasse 27 (Karte)                                              | Um 1700 | Baugeschichtlich und städtebaulich von Bedeutung, Krüppelwalmdach, Reste der Türgewände | 09251175 |
| Weitere Bilder                          | Wohnhaus in geschlossener Bebauung | Fleischergasse 16 (Karte)                                            | Um 1720 | Baugeschichtlich und städtebaulich von Bedeutung | 09251108 |
| Weitere Bilder                          | Wohnhaus in geschlossener Bebauung | Fleischergasse 17 (Karte)                                            | Um 1750 | Baugeschichtlich und städtebaulich von Bedeutung, Portal, Dachausbau | 09251103 |
| Weitere Bilder                          | Wohnhaus in geschlossener Bebauung | Fleischergasse 18 (Karte)                                            | Um 1870 | Baugeschichtlich und städtebaulich von Bedeutung, Portal, originale Tür | 09251102 |
| Weitere Bilder                          | Wohnhaus in halboffener Bebauung (ehemals Archidiakonat) | Fleischergasse 19 (Karte)                                            | 1802 | Baugeschichtlich und ortsgeschichtlich von Bedeutung, Mittelbetonung durch Fensterbekrönung mit hebräischen Schriftzeichen im ersten Obergeschoss (Inschrift laut Gutachten von 1990: 1731–1833 Archidiakonat), Putzrelief, gewölbtes Portal | 09251101 |
| Weitere Bilder                          | Johann-Georg-Denkmal mit Marktbrunnen | Fleischmarkt (Karte)                                                 | 1611 | Künstlerisch und platzbildprägend von Bedeutung. Mittig ragt, auf einem verzierten Postament stehend, das Standbild des sächsischen Kurfürsten Johann Georg I. (1585–1656) aus dem achteckigen Brunnenbecken des Marktbrunnens auf dem Fleischmarkt empor. Die Sandsteinskulptur, die am 17. August 1865 der Öffentlichkeit enthüllt worden ist, ersetzte die ursprüngliche, vier Delfine darstellende Bekrönung des im Jahr 1611 in Betrieb genommenen und 1863 abgebrochenen Brunnens. Die Brunnenanlage des frühen 17. Jahrhunderts, ein Werk des Bautzener Stadtbaumeisters Wenzel Röhrscheidt d. J. (gestorben 1616), wurde über Holzröhren aus einer der beiden Wasserkünste gespeist. Das Standbild des bärtigen Kurfürsten hält in seiner Rechten ein eingerolltes Pergament mit dem Vertrag, nach dem Böhmen die Lausitz an den sächsischen Kurfürsten verpfändete. | 09251085 |
| Weitere Bilder                          | Rathaus, aus Resten seines durch Brände zerstörten mittelalterlichen Vorgängerbaus neu errichtet | Fleischmarkt 1 (Karte)                                               | 1489–1493 (Turm) | Aus Resten seines durch Brände zerstörten mittelalterlichen Vorgängerbaus neu errichtet, baugeschichtlich, ortsgeschichtlich und platzbildprägend von Bedeutung, rechteckiger Baukörper (dreigeschossig) mit hohem, nicht axial der Längsseite vorgelegten Turm aus dem Ende des 15. Jahrhunderts, barocker Turmabschluss von 1705, an der Nordseite vorgelegter, dreiachsiger Treppenbau, Ratssaal und Bürgermeisterzimmer (mit Stuck von 1654) | 09251093 |
| Weitere Bilder                          | Wohnhaus in geschlossener Bebauung | Fleischmarkt 2 (Karte)                                               | Bezeichnet mit 1670 | Baugeschichtlich, künstlerisch und städtebaulich von Bedeutung, Mittelbetonung durch Portal mit unterbrochenem Dreiecksgiebel, darin Medaillon (bezeichnet mit 1670 – HB), Sims über Erdgeschoss, reich verzierte Tür mit Flechtbandornamentik und Türklopfer | 09251094 |
|                                         | Wohnhaus mit Ladeneinbau, in geschlossener Bebauung | Fleischmarkt 3 (Karte)                                               | 1673 | Baugeschichtlich und städtebaulich von Bedeutung, einfache Fassadengestaltung, Putzrelief mit Anker | 09251091 |
| Weitere Bilder                          | Wohnhaus in geschlossener Bebauung mit Toreinfahrt und Gewölbe | Fleischmarkt 4 (Karte)                                               | Bezeichnet mit 1710 | Baukünstlerisch und städtebaulich von Bedeutung, Mittelbetonung durch leicht hervorstehenden Baukörper, Zwillingsfenster, reiche Fensterbekrönung durch Dreiecksgiebel im ersten und zweiten Obergeschoss, Portal mit Schlussstein, darin Flechtbandornamentik und Datierung | 09251095 |
| Weitere Bilder                          | Wohnhaus in geschlossener Bebauung | Fleischmarkt 5 (Karte)                                               | Um 1720 | Baugeschichtlich und städtebaulich von Bedeutung, Sims über Erdgeschoss, Rundbogenportal mit Schlussstein | 09251090 |
| Weitere Bilder                          | Häusergruppe, bestehend aus drei Häusern (ehemals Fleischmarkt 10, 12 und 14) in geschlossener Bebauung | Fleischmarkt 6 (Karte)                                               | 1650/1710 | Baugeschichtlich und städtebaulich von Bedeutung, barocke Häusergruppe, Betonung des Erdgeschosses, Gewölbe | 09251096 |
| Weitere Bilder                          | Wohnhaus mit Ladeneinbau, in geschlossener Bebauung | Fleischmarkt 7 (Karte)                                               | Um 1710 | Baugeschichtlich und städtebaulich von Bedeutung, Mittelbetonung ab erstem Obergeschoss durch reiche Fensterbekrönung | 09251089 |
|                                         | Wohnhaus mit Ladeneinbau, in geschlossener Bebauung | Gerberstraße 1 (Karte)                                               | Bezeichnet mit 1916 | Baugeschichtlich und städtebaulich von Bedeutung, mit erkerartigem Vorbau im ersten Obergeschoss | 09250853 |
|                                         | Wohnhaus in geschlossener Bebauung | Gerberstraße 2 (Karte)                                               | Um 1840 | Baugeschichtlich und städtebaulich von Bedeutung, originale Tür mit Oberlicht (Farbglas), einfache Fensterbekrönung | 09250804 |
|                                         | Wohnhaus in geschlossener Bebauung mit Konditorei und Café, teilweise originale Innenausstattung | Gerberstraße 3 (Karte)                                               | Um 1910 | Baugeschichtlich und ortsgeschichtlich von Bedeutung | 09250851 |
|                                         | Wohnhaus in geschlossener Bebauung | Gerberstraße 4 (Karte)                                               | Um 1820 | Ehemalige Markthalle Kurt Becker, baugeschichtlich und städtebaulich von Bedeutung, originale Tür | 09250805 |
|                                         | Wohnhaus mit Ladeneinbau, in geschlossener Bebauung | Gerberstraße 4a (Karte)                                              | Um 1850 | Baugeschichtlich und städtebaulich von Bedeutung, originale Fenster und Tür, im Erdgeschoss betont durch schlusssteinartige Bekrönung | 09250806 |
|                                         | Wohnhaus in geschlossener Bebauung | Gerberstraße 5 (Karte)                                               | Um 1850 | Baugeschichtlich und städtebaulich von Bedeutung, symmetrische Fassadengestaltung, originale Fenster, Schlussstein | 09250850 |
|                                         | Wohnhaus in geschlossener Bebauung | Gerberstraße 6 (Karte)                                               | Um 1850 | Baugeschichtlich und städtebaulich von Bedeutung, originale Fenster und Tür, im Erdgeschoss betont durch schlusssteinartige Bekrönung | 09250807 |
|                                         | Wohnhaus in geschlossener Bebauung | Gerberstraße 7 (Karte)                                               | Um 1890/1895 | Baugeschichtlich und städtebaulich von Bedeutung, Putzgestaltung und -ornamentik | 09250849 |
| Weitere Bilder                          | Wohnhaus in geschlossener Bebauung | Gerberstraße 7a (Karte)                                              | Um 1890/1895 | Baugeschichtlich und städtebaulich von Bedeutung, symmetrische Fassadengestaltung, Putzgestaltung und -ornamentik | 09250848 |
|                                         | Wohnhaus in geschlossener Bebauung | Gerberstraße 7b (Karte)                                              | Um 1850 | Baugeschichtlich und städtebaulich von Bedeutung, symmetrische Fassadengestaltung, originale Eingangstür mit Portal, Schlussstein, Dachfenster | 09250847 |
| Weitere Bilder                          | Wohnhaus in geschlossener Bebauung | Gerberstraße 12 (Karte)                                              | 1. Hälfte 19. Jahrhundert | Baugeschichtlich und städtebaulich von Bedeutung. Fassadenbild 2. Hälfte des 19. Jahrhunderts, sicher in dieser Zeit auch Aufstockung zweites Obergeschoss, ansonsten hoher Authentizitätsgrad, im Zusammenhang mit Nachbarbauten städtebaulich wichtig. Dachausbauten, in beiden Obergeschossen originale Fenster. | 09250757 |
|                                         | Gewölberaum der ehemaligen Versteigerungshalle und des ehemaligen Gasthauses Alt-Bautzen | Gerberstraße 13 (Karte)                                              | Um 1850 | Baugeschichtlich von Bedeutung, großes Gewölbe im Erdgeschoss, ursprüngliche Versteigerungshalle bzw. Gasthaus wurde abgebrochen und das Gewölbe in den Neubau integriert | 09250846 |
| Weitere Bilder                          | Wohnhaus in geschlossener Bebauung (Tuchmacherhaus) | Gerberstraße 14 (Karte)                                              | Im Schlussstein bezeichnet mit 1791 | Baugeschichtlich und sozialgeschichtlich von Bedeutung, symmetrische Fassadengestaltung, Sockel aus Bruchsteinen, langgezogene Dachgaupe, originale Fenster und Tür | 09250808 |
| Weitere Bilder                          | Wohnhaus mit Ladeneinbau in geschlossener Bebauung | Gerberstraße 15 (Karte)                                              | Um 1800 | Baugeschichtlich und städtebaulich von Bedeutung, mit späteren Veränderungen am Baukörper, langgezogene Dachgaupe, originale Eingangstür | 09250845 |
|                                         | Wohnhaus in geschlossener Bebauung | Gerberstraße 16 (Karte)                                              | Um 1850 | Baugeschichtlich und städtebaulich von Bedeutung, einfache Fassadengestaltung, schlusssteinartige Fensterbekrönung im zweiten Obergeschoss | 09250809 |
| Weitere Bilder                          | Wohnhaus in geschlossener Bebauung, mit Gedenktafel (Geburtshaus Karl Friedrich Gottlob Wetzels) | Gerberstraße 17 (Karte)                                              | 1800 | Baugeschichtlich und ortsgeschichtlich von Bedeutung, originale Tür | 09250844 |
|                                         | Wohnhaus in geschlossener Bebauung | Gerberstraße 18 (Karte)                                              | Um 1850 | Baugeschichtlich und städtebaulich von Bedeutung, Mittelbetonung durch Dachgestaltung, Seitenbetonung im Erdgeschoss durch Tür, originale Fenster und Tür | 09250810 |
| Weitere Bilder                          | Wohnhaus in geschlossener Bebauung | Gerberstraße 20 (Karte)                                              | Um 1820 | Baugeschichtlich und städtebaulich von Bedeutung, zweigeschossig, einfache Putzgestaltung, Seitenbetonung durch Tür im Erdgeschoss | 09250811 |
| Weitere Bilder                          | Wohnhaus in geschlossener Bebauung | Gerberstraße 22 (Karte)                                              | Um 1820 | Baugeschichtlich und städtebaulich von Bedeutung, Seitenbetonung im Erdgeschoss durch Tür, mit Dachausbau | 09250812 |
|                                         | Wohnhaus mit Ladeneinbau in geschlossener Bebauung | Gerberstraße 23 (Karte)                                              | Um 1885/1890 | Baugeschichtlich und städtebaulich von Bedeutung, originale Eingangstür, Kreuzgratgewölbe im Eingangsbereich, Betonung des zweiten Obergeschosses durch darunterliegenden Sims | 09250842 |
| Weitere Bilder                          | Wohnhaus (ehemaliges Gasthaus Goldener Anker) in geschlossener Bebauung | Gerberstraße 24 (Karte)                                              | 1820 | Baugeschichtlich und ortsgeschichtlich von Bedeutung, originale Tür | 09250813 |
|                                         | Wohnhaus in geschlossener Bebauung (Kolpinghaus) | Gerberstraße 26 (Karte)                                              | Im Schlussstein bezeichnet mit 1796 | Kolpinghaus, baugeschichtlich und ortsgeschichtlich von Bedeutung, bezeichnet mit 1796 – P. Gude (im Schlussstein), symmetrische Fassadengestaltung, hervorstehender Mittelteil, originale Tür | 09250814 |
|                                         | Wohnhaus in halboffener Bebauung | Gerberstraße 28 (Karte)                                              | Um 1800 | Baugeschichtlich und städtebaulich von Bedeutung, langgezogene Dachgaupe, originale Tür und Fensterläden im Erdgeschoss | 09250815 |
| Direkt Bild zu diesem Denkmal hochladen | Reste des Mauerwerks (Grundmauer Erdgeschoss) mit Bögen | Gerberstraße 32 (Karte)                                              | Um 1800 | Hausgeschichtlich von Bedeutung | 09250817 |
|                                         | Reste vom Mauerwerk des ehemaligen Gerbertores (Grundmauer Erdgeschoss) in Form einer gewölbten Halle mit Bögen (Einzeldenkmal zu ID-Nr. 09301008)                                                                           | Gerberstraße 34 (Karte)                                              | Um 1800 | Einzeldenkmal der Sachgesamtheit Stadtbefestigung; ortsgeschichtlich und baugeschichtlich von Bedeutung, früher Bau- und Geldschrankschlosserei Straßburger in großer gewölbter Erdgeschoss-Halle (Kreuzgewölbe), diese Halle war Rest des ehemaligen Gerbertores, Naturstein und Ziegel, Gewölbe mittlerweile abgebrochen | 09250818 |
|                                         | Wohnhaus mit Ladeneinbau in ehemals geschlossener Bebauung | Goschwitzstraße 6 (Karte)                                            | Um 1910 | Baugeschichtlich von Bedeutung, zwei Etagen, originale Eingangstür, im Inneren Gewölbe, Keller, Abbruchgenehmigung vom 27. April 2012 (Landratsamt Bautzen) | 09250654 |
|                                         | Wohnhaus mit großer Tordurchfahrt, in geschlossener Bebauung | Goschwitzstraße 8 (Karte)                                            | Um 1870/1890 | Baugeschichtlich von Bedeutung, Reste originaler Wandmalerei, Innenhof | 09250653 |
|                                         | Wohnhaus und Toreinfahrt in geschlossener Bebauung | Goschwitzstraße 9 (Karte)                                            | Bezeichnet mit 1759 | Baugeschichtlich und straßenbildprägend von Bedeutung, bezeichnet im Medaillon über Torbogen: Erbaut 1759, abgebrannt 1823, erneuert 1922, zwei Etagen, Dachgauben | 09250657 |
|                                         | Wohnhaus in geschlossener Bebauung mit originalem Eingangstor | Goschwitzstraße 10 (Karte)                                           | Um 1870/1890 | Baugeschichtlich von Bedeutung, horizontale Betonung durch Sims über Erdgeschoss, Dachausbau | 09250652 |
|                                         | Wohnhaus in geschlossener Bebauung | Goschwitzstraße 16 (Karte)                                           | Um 1900 | Baugeschichtlich und städtebaulich von Bedeutung, Mittelbetonung, Fensterbekrönung, Putzstruktur (Neoklassizismus) | 09250649 |
|                                         | Wohnhaus mit Laden in Ecklage und in geschlossener Bebauung | Goschwitzstraße 17 (Karte)                                           | Um 1900 | Baugeschichtlich von Bedeutung, Betonung der Ecke durch leicht hervorkragenden Baukörper und Dachausbau sowie Fensterbekrönung | 09250943 |
|                                         | Wohnhaus in geschlossener Bebauung | Goschwitzstraße 19 (Karte)                                           | Um 1895 | Baugeschichtlich und städtebaulich von Bedeutung, Seitenbetonung, Fensterbekrönung, Dachfenster, Putzgliederung | 09250658 |
|                                         | Verwaltungsgebäude (Allgemeine Ortskrankenkasse) | Goschwitzstraße 21 (Karte)                                           | 1928 | Krankenkassengebäude, baugeschichtlich und ortsgeschichtlich von Bedeutung. Horizontale Gliederung durch Gestaltung des ersten Obergeschosses, Mittelbetonung durch Putzreliefierung (Äskulapstab mit Schlange), links Durchfahrt (Gittertor, rechts und links Darstellung Schlange und Kind), früher für Krankenkasse gebaut worden, heute AOK, im Stockwerk darüber Arztpraxis. Hinterhaus-Villa zwar für Bauzeit typisches architektonisches Beispiel, welches aufgrund weitgehend unveränderten Zustandes denkmalfähig ist, Denkmalwürdigkeit aber nicht ausführlich begründbar. | 09250659 |
|                                         | Wohnhaus mit Toreinfahrt, in geschlossener Bebauung | Goschwitzstraße 23 (Karte)                                           | Um 1895 | Baugeschichtlich und städtebaulich von Bedeutung, Seitenbetonung, Putzgliederung unterhalb des Daches, originales Oberlicht | 09250660 |
|                                         | Wohn- und Geschäftshaus in geschlossener Bebauung | Goschwitzstraße 25 (Karte)                                           | Um 1905 | Baugeschichtlich und städtebaulich von Bedeutung, Seitenbetonung durch geschwungenen Giebel und Kugel als Bekrönung, horizontale Betonung durch Sims über Erdgeschoss, Rundbogen über Geschäften (Banken), zwei ohrförmige Fenster, Vierlingsfenster im Giebel | 09250661 |
|                                         | Wohnhaus mit Goethe-Apotheke einschließlich historischer Ausstattung sowie Schriftzug über dem Eingang, Wappen und originaler Eingangstür                                                                                    | Goschwitzstraße 27 (Karte)                                           | 1903 | Baugeschichtlich und städtebaulich von Bedeutung, Seitenbetonung durch geschweiften Giebel, originale Fenster zum Teil erhalten, zwei Portale (eines original erhalten), Wappen, darüber alte Kupferlampe, im Hausflur Deckenmalerei, Hinterhaus (seit 1900), Ausstattung der Apotheke: originale Stuckdecke, Mobiliar bestehend aus bauzeitlichem Regalsystem mit Schubläden, Spiegelfeldern und dekorativen Zierelementen (in Regalfächern Sammlung historischer Apothekerfläschen) sowie einzeln stehendem Regal und Theke, originale Innentür | 09250662 |
|                                         | Pfarrhaus der St. Petri-Gemeinde (Lutherhaus) | Goschwitzstraße 28 (Karte)                                           | Um 1935 | Baugeschichtlich, ortsgeschichtlich und künstlerisch von Bedeutung, Seitenbetonung durch Farbglasfenster (Glaskunst R. Süssmuth, Penzig, 1935), Eingangstür mit Farbglasfenstern, Steinsockel | 09250648 |
|                                         | Mietshaus mit Ladenzone in Ecklage und in geschlossener Bebauung, mit Gedenktafel des 13. Garde-Regiments | Goschwitzstraße 33 (Karte)                                           | Um 1910 | Baugeschichtlich und straßenbildprägend von Bedeutung, asymmetrischer Bau mit Dreiecksgiebeln und Eckerker, bezeichnet KP (in Medaillon), Jugendstilgeländer im Treppenhaus | 09250626 |
|                                         | Wohnhaus in geschlossener Bebauung | Goschwitzstraße 34 (Karte)                                           | Um 1870/1880 | Baugeschichtlich und städtebaulich von Bedeutung, einfache Putzgliederung, teilweise originale Fenster (Winterfenster) | 09250646 |
|                                         | Wohnhaus mit Laden in geschlossener Bebauung | Goschwitzstraße 38 (Karte)                                           | Um 1895 | Baugeschichtlich von Bedeutung, Mittelbetonung durch Balkon im zweiten Obergeschoss, Putzreliefierung und Klinkerbau ab zweitem Obergeschoss, erstes Obergeschoss Putz, Dachausbau | 09250645 |
|                                         | Wohnhaus mit Laden in geschlossener Bebauung | Goschwitzstraße 40 (Karte)                                           | Um 1895 | Baugeschichtlich von Bedeutung, gelber Klinkerbau, Putzreliefierung an Fensterbekrönung, Dachausbau | 09250644 |
| Weitere Bilder                          | Wohnhaus und ehemaliger Innenhof mit Säulengängen, in geschlossener Bebauung | Große Brüdergasse 1 (Karte)                                          | Um 1720 | Baugeschichtlich und straßenbildprägend von Bedeutung, mit leichtem Mittelrisalit, Putzquaderung im Erdgeschoss, triumphbogenartiges Portal mit Schlussstein, Betonung des ersten Obergeschosses durch Fensterbekrönung mit Wappen, Metalltür, Reste des originalen Treppenhauses, Gewölbe | 09251069 |
|                                         | Wohnhaus mit Laden in geschlossener Bebauung | Große Brüdergasse 6 (Karte)                                          | Um 1750 | Baugeschichtlich von Bedeutung, Betonung des Mittelrisalits durch Staffelung, erstes Obergeschoss durch Fensterbekrönung betont, Kolossalpilaster, Gewölbe, Tür mit AR bezeichnet | 09251068 |
| Weitere Bilder                          | Wasserturm | Große Brüdergasse 7 (Karte)                                          | 1877 | Baugeschichtlich und technikgeschichtlich von Bedeutung. Wasserturm mit einem zylindrischen Flachbodenbehälter und einem darüber liegendem Intze I-Behälter. 1877 in die Ruine der Ende des 16. Jahrhunderts niedergebrannten Franziskanerklosterkirche St. Marien hineingebaut. Dabei Einbau eines 320 m³ großen Flachbodenbehälters. Durchmesser 9 m, Höhe 5 m. Um 1905 Aufstockung des Turmes mit einem 1000 m³ großen Behälter der Bauart Intze I. Durchmesser 13 m, Höhe 8,75 m. Ein hängender Kegelstumpf und ein inneres Kugelsegment formen den Stützboden des Intze I Behälters. Der Turm erreicht rund 39 m Höhe. 1936 wurde der Behälter vermutlich aufgrund Bewehrungskorrosion der äußeren Monier-Ummantelung mit horizontalen Holzbrettern verkleidet und erhielt sein heutiges Erscheinungsbild. Bis zu seiner Stilllegung im Jahre 1977 pumpte die Alte Wasserkunst Quellwasser in den Hochbehälter. Die Wasserversorgung Bautzens übernahm danach das Wasserwerk Sdier. Der zylindrische Turmschaft besteht aus Bruchsteinmauerwerk aus Lausitzer Granit. Darüber ein glatt verputztes und hervortretendes Stockwerk, welches unten durch ein umlaufendes Rundbogenfries und oben durch regelmäßig angeordnete Konsolen begrenzt wird und die Lage des Flachbodenbehälters andeutet. Anschließend die im Grundriss polygonale Holzverkleidung des Intze-Behälters. Mit seiner Höhe und der markanten kegelförmigen Dachhaube prägt der Turm das Stadtbild maßgeblich. Der Wasserturm zählt aufgrund des Fassungsvolumens zu den größten Wassertürmen der Bauart Intze I in Sachsen. | 09251155 |
| Weitere Bilder                          | Ruine der Mönchskirche und Reste des Franziskanerklosters mit Einfriedungsmauer | Große Brüdergasse 7 (Hohengasse 2) (Karte)                           | 1441 (Klosterkirche); um 1240 (Kloster) | Geschichtlich und baugeschichtlich von Bedeutung. Gotische Ruine, deren Wirkung besonders im Westteil durch den Wasserturm von 1878/93 beeinträchtigt wird. Kloster der Franziskaner um 1240 gegründet, Bauablaß 1248. 1401 Zerstörung durch Brand. In der Folgezeit Wiederherstellung der Kirche und umfangreiche Erneuerung der Klausur. Weihe der erweiterten und gewölbten Kirche 1520. Kirche und Kloster brannten 1598 ab, seitdem Ruine. Von der zweischiffigen, achtjochigen Klosterkirche mit geradem Chorschluss noch Reste der Nordwand mit Strebepfeilern, Spitzbogenfenstern und Gewölbeanfängen im Innern erhalten. Die Mauerteile der älteren westlichen Joche aus Bruchstein mit Ziegelgliederungen von einem zunächst kleineren, einschiffigen Bau, wohl noch 13. Jahrhundert, die östlichen Joche aus Backstein von einer Verlängerung der Kirche im 15. Jahrhundert. Beachtlich das große Spitzbogenportal mit reicher Profilierung und Wimperg. Kleinere Bauteile wie z. B. ein Maskenkapitell, 1. Hälfte des 14. Jahrhunderts, im Stadtmuseum, Bautzen. | 09251032 |
|                                         | Wohnhaus in geschlossener Bebauung | Große Brüdergasse 8 (Karte)                                          | Um 1800 | Baugeschichtlich und städtebaulich von Bedeutung, langgezogene Dachgaupe, Auflage, bei Neubau dem Stil des Straßenzuges gerecht zu werden | 09251067 |
| Weitere Bilder                          | Wohnhaus in geschlossener Bebauung | Große Brüdergasse 12 (Karte)                                         | Um 1480 | Baugeschichtlich und hausgeschichtlich von Bedeutung, mit spätgotischem Gewölbe | 09251065 |
| Weitere Bilder                          | Wohnhaus in geschlossener Bebauung | Große Brüdergasse 14 (Karte)                                         | Um 1600 | Baugeschichtlich von Bedeutung, mit Rundbogenportal, Gewölbe | 09251064 |
| Weitere Bilder                          | Wohnhaus in Ecklage und in halboffener Bebauung | Große Brüdergasse 16 (Karte)                                         | 1957 | Baugeschichtlich von Bedeutung, Bauweise dem Straßenzug angepasst, Betonung des Erdgeschosses durch abgerundete Fensterportale | 09251063 |
|                                         | Wohnhaus in geschlossener Bebauung | Große Brüdergasse 18 (Karte)                                         | Um 1780/1800 | Baugeschichtlich und platzbildprägend von Bedeutung, einfaches Portal mit Schlussstein | 09251037 |
| Weitere Bilder                          | Wohnhaus in geschlossener Bebauung | Große Brüdergasse 20 (Karte)                                         | Um 1800/1820 | Baugeschichtlich und platzbildprägend von Bedeutung, mit Zwillingsfenstern | 09251036 |
| Weitere Bilder                          | Wohnhaus in geschlossener Bebauung | Große Brüdergasse 22 (Karte)                                         | Um 1780 | Baugeschichtlich von Bedeutung, Portal mit Schlussstein | 09251035 |
| Weitere Bilder                          | Wohnhaus in geschlossener Bebauung | Große Brüdergasse 24 (Karte)                                         | Um 1720 | Baugeschichtlich und platzbildprägend von Bedeutung, mit schrägem Stützpfeiler an Hausecke, Portal mit Schlussstein | 09251034 |
|                                         | Wohnhaus in Ecklage und in halboffener Bebauung | Große Brüdergasse 26 (Karte)                                         | 17. Jahrhundert | Baugeschichtlich und platzbildprägend von Bedeutung, Krüppelwalmdach | 09251033 |
|                                         | Wohnhaus in Ecklage und in geschlossener Bebauung | Hauensteingasse 2 (Karte)                                            | Nach 1720 | Ehemals Conditorei/Café Lehmann, baugeschichtlich und städtebaulich von Bedeutung, einfache Putzgliederung zur Hauensteingasse, zur Wendischen Straße reiche Putzgliederung, Mittelbetonung durch Eingangsportal und Fensterbekrönung im ersten Obergeschoss, Gewölbe | 09250885 |
|                                         | Wohnhaus mit Laden in Ecklage | Hauensteingasse 5 (Karte)                                            | Bezeichnet mit 1894 | Baugeschichtlich und städtebaulich von Bedeutung, Klinkerbau, Fenstergewände aus Sandstein | 09250615 |
|                                         | Wohnhaus mit Ladenzone, in Ecklage | Hauensteingasse 6 (Karte)                                            | Um 1890 | Neobarockes Fassade, baugeschichtlich und städtebaulich von Bedeutung | 09250614 |
| Weitere Bilder                          | Wohnhaus mit Ladenzone, in Ecklage | Hauptmarkt 1 (Karte)                                                 | Um 1850/1860 | Baugeschichtlich und straßenbildprägend von Bedeutung | 09250605 |
| Direkt Bild zu diesem Denkmal hochladen | Marktbrunnen mit Brunnenskulptur | Hauptmarkt (Karte)                                                   | 1571–1576 (Brunnen und Brunnenplastik); 1984 (Kopie) | Künstlerisch und platzbildprägend von Bedeutung | 09305784 |
|                                         | Wohnhaus in geschlossener Bebauung (Goldenes Buch) | Hauptmarkt 2 (Karte)                                                 | Nach 1709; 1785 (wieder aufgebaut) | Barockes Wohnhaus baugeschichtlich von Bedeutung, Gebäude war Gasthof | 09250604 |
| Weitere Bilder                          | Gasthaus Goldener Adler | Hauptmarkt 4 (Karte)                                                 | 1504 und später | Baugeschichtlich, ortsgeschichtlich und platzbildprägend von Bedeutung, Ende des 18. Jahrhunderts war das Gebäude Gasthof | 09250603 |
|                                         | Wohnhaus (Das Handtuch) | Hauptmarkt 5 (Karte)                                                 | 1408 (im Kern) | Baugeschichtlich und hausgeschichtlich von Bedeutung, innen gotische Reste, Inschrift: „Dies Haus, genannt Das Handtuch, wurde erbaut um 1480“ | 09250602 |
| Weitere Bilder                          | Wohnhaus mit Stadtapotheke | Hauptmarkt 6 (Karte)                                                 | 1542 | Renaissancebau mit barocker Fassade, baugeschichtlich und ortsgeschichtlich von Bedeutung | 09250601 |
| Weitere Bilder                          | Wohnhaus mit Ladenzone | Hauptmarkt 7 (Karte)                                                 | Um 1730 | Barockes Bürgerhaus, baugeschichtlich, künstlerisch und platzbildprägend von Bedeutung | 09250600 |
| Weitere Bilder                          | Wohnhaus in Ecklage | Hauptmarkt 8 (Karte)                                                 | Um 1720 | Barockes Bürgerhaus, baugeschichtlich und platzbildprägend von Bedeutung | 09250599 |
|                                         | Wohnhaus mit Ladenzone | Hauptmarkt 9 (Karte)                                                 | 1760 | Barockes Bürgerhaus, baugeschichtlich und straßenbildprägend von Bedeutung | 09250598 |
|                                         | Wohnhaus mit zwei Ladeneinbauten, in geschlossener Bebauung | Heringstraße 3 (Karte)                                               | Vor 1636 | Baugeschichtlich und städtebaulich von Bedeutung, frühbarockes Bauwerk, Mittelbetonung durch Putzreliefierung und Portal, Gewölbe mit Schlussstein | 09250991 |
|                                         | Wohnhaus in halboffener Bebauung | Heringstraße 4 (Karte)                                               | Um 1750 | Baugeschichtlich von Bedeutung, Mittelbetonung durch Erker, darüber Balkon, Gewölbe | 09251051 |
|                                         | Wohnhaus in geschlossener Bebauung | Heringstraße 5 (Karte)                                               | 1600/1630 | Baugeschichtlich und städtebaulich von Bedeutung, mit Gewölben im Erdgeschoss | 09250992 |
|                                         | Wohnhaus mit Café und Restaurant Zur Altstadt, in geschlossener Bebauung | Heringstraße 6 (Karte)                                               | Um 1750 | Baugeschichtlich und städtebaulich von Bedeutung, im Erdgeschoss Putzquaderung, Betonung des ersten Obergeschosses durch Fensterbekrönung, Gewölbe | 09251052 |
|                                         | Wohnhaus in geschlossener Bebauung | Heringstraße 7 (Karte)                                               | Um 1750 | Baugeschichtlich und städtebaulich von Bedeutung, Mittelbetonung durch Zwillingsfenster und Dreiecksgiebel im ersten Obergeschoss, Gewölbe | 09250993 |
|                                         | Wohnhaus in geschlossener Bebauung | Heringstraße 8 (Karte)                                               | Um 1720 | Einst Schuhreparatur E. Wenk, baugeschichtlich und städtebaulich von Bedeutung, Portal, alte Tür, Sims über Erdgeschoss, Gewölbe | 09251053 |
|                                         | Wohnhaus in geschlossener Bebauung | Heringstraße 9 (Karte)                                               | Um 1720 | Baugeschichtlich und städtebaulich von Bedeutung, mit originalem Portal, Gewölbe | 09250994 |
|                                         | Wohnhaus in Ecklage und in geschlossener Bebauung | Heringstraße 10 (Karte)                                              | Um 1710 | Baugeschichtlich und straßenbildprägend von Bedeutung, mit mächtigem Eckstützpfeiler (wegen Hanglage), Türportal mit Schlussstein, Gewölbe | 09251054 |
|                                         | Wohnhaus in geschlossener Bebauung | Heringstraße 11 (Karte)                                              | Um 1720 | Baugeschichtlich und städtebaulich von Bedeutung, mit Putzquaderung im Erdgeschoss, gewölbtes Portal mit Schlussstein, originales Gitter vor Oberlicht, Mittelbetonung durch Mittelrisalit und Putzquaderung, darüber Balkon mit originalem Geländer, Schlussstein über Fenstern im Mittelteil, Gewölbe | 09250995 |
|                                         | Wohnhaus (ehemals Gasthaus Goldenes Lamm) in Ecklage sowie ehemaliger Schafstall und Teile der Einfriedung im hinteren Flurstücksteil                                                                                        | Heringstraße 12 (Hauptanschrift: Hohengasse 16) (Karte)              | Bezeichnet mit 1726 (Wohnhaus); 1. Hälfte 19. Jahrhundert (Schafstall) | Repräsentativer Bau, baugeschichtlich und ortsgeschichtlich von Bedeutung. Ehemaliger Schafstall (Heringstraße 12): eingeschossiges Gebäude aus Bruchstein, teilweise verputzt, Mansarddach mit Schopf, an Gebäuderückseite fünf Oculi, heute Restaurant. | 09251025 |
|                                         | Wohnhaus mit späterem Ladeneinbau, in geschlossener Bebauung | Heringstraße 13 (Karte)                                              | Um 1720 | Baugeschichtlich und städtebaulich von Bedeutung, Mittelbetonung durch Erker und Eingangstür, Gewölbe | 09250996 |
|                                         | Wohnhaus in geschlossener Bebauung | Heringstraße 15 (Karte)                                              | 1723 (?) | Nach Süden anschließend die Mönchsbastei, baugeschichtlich von Bedeutung, mit Seitenbetonung durch Eingangstür | 09250997 |
| Weitere Bilder                          | Mönchsbastei: südlich an Nr. 15 angrenzender turmartiger Bau, bis zur Mühltorgasse reichend (Einzeldenkmal zu ID-Nr. 09301008)                                                                                               | Heringstraße 15 (Karte)                                              | 14. Jahrhundert | Einzeldenkmal der Sachgesamtheit Stadtbefestigung; ortsgeschichtlich und baugeschichtlich von Bedeutung | 09250507 |
|                                         | Wohnhaus in geschlossener Bebauung | Heringstraße 17 (Karte)                                              | Um 1750 | Baugeschichtlich und städtebaulich von Bedeutung | 09250998 |
|                                         | Wohnhaus in halboffener Bebauung | Heringstraße 19 (Karte)                                              | Um 1750 | Baugeschichtlich und städtebaulich von Bedeutung, mit Mittelrisalit, Gewölbe | 09250999 |
|                                         | Wohnhaus in geschlossener Bebauung | Hintere Brüdergasse 4 (Karte)                                        | Anfang 19. Jahrhundert | Baugeschichtlich von Bedeutung, Portal mit Schlussstein | 09251074 |
|                                         | Wohnhaus mit Gaststätte Zum Karasek, in Ecklage | Hintere Reichenstraße 2 (Karte)                                      | Vor 1634 | Baugeschichtlich und ortsgeschichtlich von Bedeutung, Putzgliederung, Sims über Erdgeschoss, Eckbetonung durch Putzquaderung | 09250891 |
|                                         | Wohnhaus in geschlossener Bebauung | Hintere Reichenstraße 4 (Karte)                                      | Nach 1720 | Siehe auch Reichenstraße 5, Objekt 09250609, baugeschichtlich und städtebaulich von Bedeutung, Putzgliederung, Schlussstein über Fenster und Tür, Gewölbe | 09250892 |
|                                         | Wohnhaus in geschlossener Bebauung | Hintere Reichenstraße 6 (Karte)                                      | Nach 1709 | Baugeschichtlich von Bedeutung, einfache Fassadengestaltung | 09250893 |
|                                         | Wohnhaus mit drei Eingängen, in geschlossener Bebauung | Hintere Reichenstraße 8 (Karte)                                      | Nach 1709 | Baugeschichtlich von Bedeutung, einfache Fassadengestaltung | 09250894 |
|                                         | Wohnhaus in geschlossener Bebauung | Hintere Reichenstraße 10 (Karte)                                     | Nach 1720 | Baugeschichtlich von Bedeutung, Fensterläden im Erdgeschoss | 09250895 |
|                                         | Wohnhaus mit ehemaligem Ladeneinbau in geschlossener Bebauung | Hintere Reichenstraße 11 (Karte)                                     | Nach 1800 | Baugeschichtlich und städtebaulich von Bedeutung, barockes Bürgerhaus mit einfacher Putzgliederung | 09250905 |
|                                         | Wohnhaus mit ehemaliger Gaststätte Kleiner Fuchs in geschlossener Bebauung | Hintere Reichenstraße 12 (Karte)                                     | 18. Jahrhundert | Baugeschichtlich von Bedeutung | 09250896 |
|                                         | Wohnhaus in geschlossener Bebauung | Hintere Reichenstraße 14 (Karte)                                     | 2. Hälfte 18. Jahrhundert | Baugeschichtlich von Bedeutung | 09250897 |
|                                         | Wohnhaus mit Ladeneinbau und ehemaliger Werkstatt, in geschlossener Bebauung | Hintere Reichenstraße 15 (Karte)                                     | Um 1880 | Baugeschichtlich und städtebaulich von Bedeutung, Putzgliederung, Fensterbekrönung, Zahnfries, originale Tür, Werkstatt (Klempnerei Müller) | 09250904 |
|                                         | Wohnhaus in geschlossener Bebauung | Hintere Reichenstraße 16 (Karte)                                     | Um 1850 | Städtebaulich von Bedeutung, mit ehemaliger Laderampe (Helwig & Schönborn) | 09250898 |
| Direkt Bild zu diesem Denkmal hochladen | Wohnhaus in Ecklage und in geschlossener Bebauung | Hintere Reichenstraße 17 (Karte)                                     | Um 1885 | Baugeschichtlich und straßenbildprägend von Bedeutung, Putzgliederung | 09250903 |
|                                         | Wohnhaus in geschlossener Bebauung | Hintere Reichenstraße 18 (Karte)                                     | Um 1870 | Baugeschichtlich von Bedeutung | 09250899 |
|                                         | Wohnhaus in geschlossener Bebauung, mit Kester-Halle im Erdgeschoss | Hintere Reichenstraße 22 (Karte)                                     | Um 1900 | Baugeschichtlich von Bedeutung, einfache Fassadengestaltung | 09250900 |
|                                         | Wohnhaus mit drei Eingängen, in geschlossener Bebauung | Hintere Reichenstraße 24 (Karte)                                     | Nach 1740 | Baugeschichtlich und städtebaulich von Bedeutung | 09250901 |
| Direkt Bild zu diesem Denkmal hochladen | Wohnhaus in offener Bebauung | Hintergasse 1 (Karte)                                                | 18. Jahrhundert | Baugeschichtlich von Bedeutung | 09250973 |
| Weitere Bilder                          | Ruine der Mönchskirche und Reste des Franziskanerklosters mit Einfriedungsmauer | Hohengasse 2 (Hauptanschrift: Große Brüdergasse 7) (Karte)           | 1441 (Klosterkirche); um 1240 (Kloster) | Geschichtlich und baugeschichtlich von Bedeutung, siehe Große Brüdergasse 7 | 09251032 |
|                                         | Wohnhaus in Ecklage und in halboffener Bebauung | Hohengasse 4 (Karte)                                                 | Um 1890 | Baugeschichtlich und städtebaulich von Bedeutung, leicht gewölbter Baukörper | 09251031 |
|                                         | Wohnhaus in geschlossener Bebauung | Hohengasse 5 (Karte)                                                 | 1770/1780 | Baugeschichtlich von Bedeutung | 09251061 |
|                                         | Wohnhaus in geschlossener Bebauung | Hohengasse 6 (Karte)                                                 | Um 1890 | Baugeschichtlich und städtebaulich von Bedeutung, Sims über Erdgeschoss | 09251030 |
|                                         | Wohnhaus mit Ladeneinbau, in geschlossener Bebauung | Hohengasse 7 (Karte)                                                 | Um 1750 | Baugeschichtlich und städtebaulich von Bedeutung | 09251060 |
|                                         | Wohnhaus in geschlossener Bebauung | Hohengasse 8 (Karte)                                                 | Um 1890 | Baugeschichtlich und städtebaulich von Bedeutung, mit leichter Mittelbetonung | 09251029 |
|                                         | Wohnhaus in geschlossener Bebauung | Hohengasse 9 (Karte)                                                 | Um 1720 | Baugeschichtlich von Bedeutung, mit Pilastern, Portal, Fenster im Erdgeschoss mit Vergitterung bzw. gewölbten Fensterläden, Sims über erstem Obergeschoss, Dachausbau, Gewölbe | 09251059 |
|                                         | Wohnhaus in geschlossener Bebauung | Hohengasse 10 (Karte)                                                | 1. Hälfte 18. Jahrhundert | Baugeschichtlich von Bedeutung, Mittelbetonung durch Portal mit Schlussstein, Betonung des ersten Obergeschosses durch Eselsrücken über Fenstern, Gewölbe | 09251028 |
|                                         | Wohnhaus in geschlossener Bebauung | Hohengasse 11 (Karte)                                                | Um 1750 | Baugeschichtlich von Bedeutung, Mittelbetonung durch Portal und Tür, Dachfenster mit hölzernen Giebeln, Gewölbe | 09251058 |
|                                         | Wohnhaus in geschlossener Bebauung | Hohengasse 12 (Karte)                                                | 1. Hälfte 18. Jahrhundert | Baugeschichtlich und künstlerisch von Bedeutung, Seitenbetonung durch Eingangstür mit Portal, darüber Bekrönungen mit Medaillonrelief (mit Initialen IH und HR), Sandsteingewände mit Reliefierung | 09251027 |
|                                         | Wohnhaus in geschlossener Bebauung | Hohengasse 13 (Karte)                                                | Um 1750 | Baugeschichtlich von Bedeutung, originales Portal, alte Tür, Sims über erstem Obergeschoss, Gewölbe | 09251057 |
|                                         | Wohnhaus in geschlossener Bebauung | Hohengasse 14 (Karte)                                                | Um 1750 | Baugeschichtlich von Bedeutung, Seitenbetonung durch Eingangstür mit gewölbtem Portal und Schlussstein, Gewölbe | 09251026 |
|                                         | Wohnhaus in geschlossener Bebauung | Hohengasse 15 (Karte)                                                | Um 1720 | Baugeschichtlich von Bedeutung, Stuck im ersten Obergeschoss, alte Tür, Gewölbe | 09251056 |
| Weitere Bilder                          | Wohnhaus (ehemals Gasthaus Goldenes Lamm) in Ecklage sowie ehemaliger Schafstall und Teile der Einfriedung im hinteren Flurstücksteil                                                                                        | Hohengasse 16 (Heringstraße 12) (Karte)                              | Bezeichnet mit 1726 (Wohnhaus); 1. Hälfte 19. Jahrhundert (Schafstall) | Repräsentativer Bau, baugeschichtlich und ortsgeschichtlich von Bedeutung. Wohnhaus Hohengasse 16 mit Portal, Wappen, Pilaster, Schlusssteine über Fenstern im Erdgeschoss und über Eingängen, Gewölbe. | 09251025 |
|                                         | Wohnhaus in geschlossener Bebauung | Hohengasse 17 (Karte)                                                | Um 1720 | Baugeschichtlich von Bedeutung, Gewölbe | 09251055 |
|                                         | Mietshaus in Ecklage | Holzmarkt 1 (Karte)                                                  | Um 1900 | Baugeschichtlich und stadtentwicklungsgeschichtlich von Bedeutung, symmetrischer Baukörper, Betonung der Ecke durch zwei verschieden geformte Eckerker und Giebel, Eingangstür an Ecke und Seite. Streichung 2007 (Teilsanierung mit Plastefenstern, einfacher Bau mit unzureichendem Denkmalwert). Nach erneuter Objektbesichtigung geänderte Auffassung zum Wert des Gebäudes, da auch im Inneren noch weitgehend original erhalten (im Treppenhaus: historische Fußböden mit farbigen Fliesen und großformatigen rechteckigen Granitplatten im Eingangsbereich, originale Wohnungstüren in allen Etagen, bauzeitliches Treppengeländer mit hölzernem Handlauf, Granitstufen). Außenfassade mit vertikaler Gliederung und durchgängig erhaltenen herkömmlichen Proportionen, Eckbetonung (nur Turmaufsatz fehlt), originale Hauseingangstür, unpassender Ladeneinbau im Erdgeschoss. | 09250770 |
|                                         | Mietshaus in geschlossener Bebauung | Holzmarkt 3 (Karte)                                                  | Ende 19. Jahrhundert | Baugeschichtlich und stadtentwicklungsgeschichtlich von Bedeutung, neunachsiger Bau, in Obergeschoss durch Pilaster gegliedert | 09250771 |
|                                         | Wohnhaus in halboffener Bebauung | Holzmarkt 4 (Karte)                                                  | 2. Hälfte 19. Jahrhundert | Baugeschichtlich und stadtentwicklungsgeschichtlich von Bedeutung, symmetrischer Baukörper, Mittelbetonung, Betonung der Fenster im ersten Obergeschoss durch Bekrönung, säulenähnliche Gestaltung im Erdgeschoss | 09250731 |
|                                         | Mietshaus mit Ladenzone, in geschlossener Bebauung | Holzmarkt 5 (Karte)                                                  | Ende 19. Jahrhundert | Baugeschichtlich und stadtentwicklungsgeschichtlich von Bedeutung, asymmetrischer Baukörper, Erker über großer, rundbogiger Eingangspforte, über kleinem Eingang Dreiecksgiebel mit Datierung, darunter Putzreliefierung (Wandbild mit Bautzen-Motiv) | 09250772 |
|                                         | Wohnhaus in geschlossener Bebauung | Holzmarkt 6 (Karte)                                                  | Um 1895 | Baugeschichtlich und stadtentwicklungsgeschichtlich von Bedeutung, symmetrische Fassadengestaltung ab erstem Obergeschoss, Putzquaderung im Erdgeschoss, Putzrelief (Kränze), originale Tür | 09250732 |
|                                         | Wohnhaus mit Ladeneinbau | Holzmarkt 8 (Karte)                                                  | Um 1885 | Baugeschichtlich und stadtentwicklungsgeschichtlich von Bedeutung, einfache Putzgliederung, Winterfenster, Putzquaderung im Erdgeschoss | 09250733 |
|                                         | Mietshaus in Ecklage und in geschlossener Bebauung | Holzmarkt 13 (Karte)                                                 | Um 1895 | Baugeschichtlich und stadtentwicklungsgeschichtlich von Bedeutung, Betonung der Ecke durch originales Balkongeländer, Fensterbekrönung | 09250740 |
|                                         | Hinterhaus mit Tor und Toreinfahrt, in geschlossener Bebauung | Holzmarkt 15 (Karte)                                                 | Um 1890 | Baugeschichtlich von Bedeutung, ehemaliges Kontor Hermann Franke, Toreinfahrt mit Spruch: „Zur Praxis gehört die Theorie, zum Handeln das Wissen“, Decken- und Wandmalerei, „Zur Viehhandlung“, Tor | 09250739 |
|                                         | Mietshaus mit drei Eingängen, in geschlossener Bebauung | Holzmarkt 21, 23, 25 (Karte)                                         | 1895/1896 | Baugeschichtlich und stadtentwicklungsgeschichtlich von Bedeutung. Mittelbetonung durch getreppten Giebel, Balkons mit originalem Geländer, Reste eines durchgehenden Balkons im ersten Obergeschoss, kannelierte Stützen, Seitenbetonung durch kleine Spitzgiebel, Wendeltreppe (originale eiserne Konstruktion, Holzstufen), dazu Tafel: „Diese Treppe hat erdacht Hermann Puy, Ingenieur Wilk in Eisenach hat's gemacht. Bautzen, im Jahre 1896. Xaver Mauerer“, originale Wohnungstüren, an Treppenhausfenstern Winterfenster, innen Metalläden. | 09250736 |
|                                         | Wohnhaus in geschlossener Bebauung mit Toreinfahrt, Hintergebäude (Pferdeställe), Scheune im Hinterhof (heute Werkstatt) | Holzmarkt 27, 29 (Karte)                                             | Um 1880/1890 | Wohnhaus mit Toreinfahrt, baugeschichtlich und stadtentwicklungsgeschichtlich von Bedeutung, interessante Fassadengestaltung, dreieckige Fensterbekrönung mit Relief im zweiten Obergeschoss, siebenachsig, Betonung der mittleren Achse, Mansarddach, Seitenbetonung durch Giebel, Spruch im verwitterten Putzrelief der Vorderfassade: „Nur durch Arbeit, zur Arbeit, ist niemand überzählig“, Haus zum Teil von Fahrschule genutzt, Veränderungen in den 30er Jahren, die Hintergebäude gehören laut ALK-Daten zu Holzmarkt 29 | 09250735 |
| Weitere Bilder                          | Verwaltungsgebäude (ehemals Gewandhaus) mit Gasthof Ratskeller, in Ecklage und in geschlossener Bebauung | Innere Lauenstraße 1 (Karte)                                         | 1476, ursprünglich spätgotisch | Baugeschichtlich und ortsgeschichtlich von Bedeutung, mit Eckerkern, Mittelbetonung durch leicht vorstehenden Baukörper, Betonung des zweiten Obergeschosses durch hohe Fenster mit gewölbtem Portal, Pilaster und Balkon, Dreiecksgiebel, Quaderung im Erdgeschoss | 09251092 |
| Weitere Bilder                          | Wohnhaus in Ecklage und in geschlossener Bebauung | Innere Lauenstraße 2 (Karte)                                         | 1720/1724 | Baugeschichtlich und straßenbildprägend von Bedeutung, Portal mit korinthischen Pilastern | 09250987 |
|                                         | Wohnhaus mit Ladeneinbau, in Ecklage und in geschlossener Bebauung | Innere Lauenstraße 3 (Karte)                                         | 1709–1720 | Baugeschichtlich von Bedeutung, einfache Fassadengestaltung, opulentes Türgewände (Portal), ursprüngliche Bestandteile im Treppenhaus, verschiedene Gewölbe, Steinfußboden | 09250925 |
| Weitere Bilder                          | Wohnhaus mit Ladeneinbau, in geschlossener Bebauung | Innere Lauenstraße 4 (Karte)                                         | 1720/1740 | Baugeschichtlich und straßenbildprägend von Bedeutung, im Erdgeschoss seitliche Betonung, Mittelbetonung durch Fensterbekrönung, Pilaster, Portal mit Dreiecksgiebel, gotische Wendeltreppe | 09250986 |
|                                         | Wohn- und Geschäftshaus in geschlossener Bebauung | Innere Lauenstraße 5 (Karte)                                         | 19. Jahrhundert, im Kern älter | Baugeschichtlich von Bedeutung, einfache Fassadengestaltung, Erdgeschoss mit Zwischengeschoss, beide betont durch gusseiserne, reich reliefierte Säulen | 09250926 |
| Weitere Bilder                          | Wohnhaus mit Ladeneinbau, in geschlossener Bebauung | Innere Lauenstraße 6 (Karte)                                         | 1709/1720 | Barockes Bürgerhaus mit sehr aufwändig gestalteter Fassade, baugeschichtlich, baukünstlerisch und straßenbildprägend von Bedeutung, mit reicher Putzreliefierung, Mittelbetonung durch Dreiecksgiebel als Fensterbekrönung im zweiten Obergeschoss, mit Scheinbrüstung im Putz, Innenstuckdecken | 09250985 |
|                                         | Wohnhaus mit Ladeneinbau, in geschlossener Bebauung | Innere Lauenstraße 8 (Karte)                                         | 1720/1740 | Barockes Bürgerhaus, baugeschichtlich, baukünstlerisch und straßenbildprägend von Bedeutung, Mittelbetonung, Pilastergliederung, sehr reiche Putzreliefierung mit zwei Büsten (Mars und Merkur) | 09250984 |
|                                         | Wohnhaus mit Ladeneinbau, in geschlossener Bebauung | Innere Lauenstraße 10 (Karte)                                        | Um 1720 | Baugeschichtlich von Bedeutung, Mittelrisalit, Putzquaderung, Portal mit Bienenkorb, Fensterbekrönung | 09250983 |
|                                         | Wohnhaus mit Ladeneinbau, in geschlossener Bebauung | Innere Lauenstraße 12 (Karte)                                        | 1750 | Baugeschichtlich von Bedeutung, Ladeneinbau früher Molkerei-Laden | 09250982 |
| Weitere Bilder                          | Lauenturm mit Relief (Einzeldenkmal zu ID-Nr. 09301008) | Innere Lauenstraße 14 (Karte)                                        | 1400/1403 (Turm); 1739 (Haube); 1912 (Relief) | Einzeldenkmal der Sachgesamtheit Stadtbefestigung; stadtbildprägend, ortsgeschichtlich und baugeschichtlich von Bedeutung, Torturm mit barocker Haube, Relief von Hauschild (Inschrift: „Dem König Albert v. Sachsen. Das dankbare Bautzen“) | 09250981 |
|                                         | Wohn- und Geschäftshaus in geschlossener Bebauung | Karl-Marx-Straße 1 (Karte)                                           | 1926 | Baugeschichtlich und städtebaulich von Bedeutung, Mittelbetonung durch Erker mit Putzreliefierung (expressionistisch), Dreiecksgiebel, darauf Eule als Bekrönung, im Hausflur Deckenmalerei (neu) | 09250637 |
|                                         | Wohn- und Geschäftshaus in geschlossener Bebauung | Karl-Marx-Straße 3 (Karte)                                           | 1911 | Baugeschichtlich und städtebaulich von Bedeutung, Mittelbetonung durch gewölbten Erker, darauf reiche Putzreliefierung, darüber Balkon mit originalem Geländer, Dachausbau, Putzornamentik, Gliederung der Fassade durch Pfeiler | 09250638 |
|                                         | Wohn- und Geschäftshaus in geschlossener Bebauung | Karl-Marx-Straße 5 (Karte)                                           | 1911/1912 | Baugeschichtlich und städtebaulich von Bedeutung, seitlich: gewölbter Erker auf reicher Putzreliefierung, geschweifter Giebel (Neobarock) | 09250639 |
|                                         | Wohn- und Geschäftshaus in halboffener Bebauung | Karl-Marx-Straße 6 (Karte)                                           | 1911/1912 | Baugeschichtlich und städtebaulich von Bedeutung, Mittelbetonung durch Erker mit reicher Putzornamentik, darüber Erker mit Säulen, Seitenbetonung durch Balkons, oberhalb des zweiten Obergeschosses Betonung durch kleines angesetztes Dach, reiche Putzreliefierung am Dachausbau, beidseitig zurückgesetzte Dachfenster, Dachabschluss durch drei gewölbte Dachfenster, originales Treppengeländer, bezeichnet mit R (in Gitter über Portal) | 09250635 |
|                                         | Wohn- und Geschäftshaus in geschlossener Bebauung | Karl-Marx-Straße 7 (Karte)                                           | 1911/1912 | Baugeschichtlich und städtebaulich von Bedeutung, Mittelbetonung durch Putzstrukturierung, Giebel, Seitenbetonung durch Erker, darüber Balkon, Putzreliefierung im dritten Obergeschoss und im Giebel | 09250640 |
|                                         | Wohn- und Geschäftshaus in geschlossener Bebauung | Karl-Marx-Straße 8 (Karte)                                           | 1911 | Baugeschichtlich und städtebaulich von Bedeutung, Mittelbetonung durch Erker im ersten Obergeschoss und darüberliegende Balkons, Seitenbetonung durch Erker im zweiten und dritten Obergeschoss, Dachausbau und Dreiecksgiebel, waagerechte Putzreliefierung über erstem Obergeschoss, senkrechte Putzreliefierung im zweiten und dritten Obergeschoss (Erker) und im Dachausbau, originale Balkongeländer, originale Eingangstür, mit Oberlichtern aus Farbglas (Darstellung von Motiven aus der Musik), Deckenmalerei, originaler Ladeneingang (Eigentümer: Jeremias) | 09250634 |
|                                         | Wohn- und Geschäftshaus in geschlossener Bebauung | Karl-Marx-Straße 9 (Karte)                                           | 1911/1912 | Baugeschichtlich und städtebaulich von Bedeutung, seitliche Betonung durch gewölbten Erker, darauf Putzrelief, Dreiecksgiebel (seitlich verpicht), rundes Fenster mit Putzreliefierung | 09250641 |
|                                         | Wohn- und Geschäftshaus in geschlossener Bebauung | Karl-Marx-Straße 10 (Karte)                                          | Um 1910 | Baugeschichtlich und städtebaulich von Bedeutung, Seitenbetonung durch Erker, zweifarbige Putzgliederung, reiche Putzreliefierung im dritten Obergeschoss und im geschwungenen Giebel, mit originaler Tür- und Wandbemalung im Treppenhaus | 09250633 |
|                                         | Wohn- und Geschäftshaus in geschlossener Bebauung | Karl-Marx-Straße 12 (Karte)                                          | Um 1910 | Baugeschichtlich und städtebaulich von Bedeutung, zweifarbige Putzgliederung, Putzreliefierung, Säulen im ersten Obergeschoss, Seitenbetonung durch Erker, Dachausbau, darüber kleiner Turm, bezeichnet AK (im Fenstergewände) | 09250632 |
|                                         | Wohn- und Geschäftshaus in geschlossener Bebauung | Karl-Marx-Straße 14 (Karte)                                          | Um 1910 | Baugeschichtlich und städtebaulich von Bedeutung, zweifarbige Putzgliederung, Putzreliefierung, Seitenbetonung durch Erker, großer Dreiecksgiebel | 09250631 |
|                                         | Wohn- und Geschäftshaus in geschlossener Bebauung | Karl-Marx-Straße 15 (Karte)                                          | 1910/1912 | Baugeschichtlich und städtebaulich von Bedeutung, Mittelbetonung durch Erker, darüber spitzer Giebel (Mittelbetonung durch Säulen zwischen Fenstern), Fassade zehnachsig, Putzornamente zwischen erstem und zweitem Obergeschoss im Erker, seitlich im dritten Obergeschoss | 09250642 |
|                                         | Wohn- und Geschäftshaus in geschlossener Bebauung | Karl-Marx-Straße 16 (Karte)                                          | Um 1910 | Baugeschichtlich und städtebaulich von Bedeutung, zweifarbige Putzgliederung, Putzreliefierung zwischen drittem und viertem Obergeschoss, Dachausbau, Dachabschluss mit kleinem spitzen Dachfenster | 09250630 |
|                                         | Wohn- und Geschäftshaus in geschlossener Bebauung | Karl-Marx-Straße 18 (Karte)                                          | Um 1910 | Mit aufwendiger Schaufassade, baugeschichtlich und städtebaulich von Bedeutung, symmetrischer Bau mit Seitenbetonung durch gewölbte Erker, darüber Balkons, Putzreliefierung | 09250629 |
|                                         | Wohn- und Geschäftshaus in geschlossener Bebauung | Karl-Marx-Straße 20 (Karte)                                          | 1910/1915 | Mit aufwendiger Fassade, baugeschichtlich und städtebaulich von Bedeutung, symmetrischer Bau, Seiten mit hervorgewölbten Erkern betont, Atlantenfiguren, originales Geländer, Putzreliefierung und -ornamentik | 09250628 |
|                                         | Wohn- und Geschäftshaus in geschlossener Bebauung | Karl-Marx-Straße 22 (Karte)                                          | Um 1910 | Baugeschichtlich und städtebaulich von Bedeutung, Grundriss leicht angerundet, Seitenbetonung durch Balkons und Putzquaderung, zurückliegender Eingang mit Originaltür, seitlich Kachelgestaltung (Kachelmalerei und Kachel-Jugendstilornamentik) | 09250627 |
| Direkt Bild zu diesem Denkmal hochladen | Steinerner Brunnen im Erdgeschoss des Mietshauses (Mietshaus kein Denkmal) | Kesselstraße 3 (Karte)                                               | Um 1890 | Baugeschichtlich von Bedeutung, Untergliederung der Etagen durch Simse, originale Fenstergewände. - Brunnen: im Erdgeschoss des Mietshauses mit ca. 80 cm hoher steinerner Umrandung (Bruchstein) - Streichung Mietshaus 2011: im Inneren komplett saniert und umgebaut, keine originalen Türen mehr, herkömmlicher Grundriss gestört, nur Fassade überhaupt noch mit authentischen Gliederungen, aber aufgestockt und nicht denkmalwürdig | 09250924 |
|                                         | Wohnhaus mit Tor und Durchfahrt (mit Gewölbe) | Kesselstraße 5 (Karte)                                               | Mitte 17. Jahrhundert | Baugeschichtlich von Bedeutung, Mitte 19. Jahrhundert, Kern älter, Erdgeschoss zum Teil mit ursprünglichem spätgotischen Gewölbe, heute saniert mit Einzug einer Tiefgarage | 09250912 |
|                                         | Wohnhaus mit Ladeneinbau, in Ecklage und in halboffener Bebauung | Kesselstraße 11 (Karte)                                              | 1701 | Baugeschichtlich und straßenbildprägend von Bedeutung, barockes Bürgerhaus mit leicht gewölbter Fassade, barocke Putzreliefs (Mitte 17. Jahrhundert) | 09250914 |
|                                         | Wohnhaus mit Ladeneinbau und Tor | Kesselstraße 15 (Karte)                                              | Um 1800 | Baugeschichtlich von Bedeutung, auf dem Dach zwei übereinanderliegende, langgezogene Gaupen | 09250917 |
|                                         | Wohnhaus mit Ladeneinbau, in geschlossener Bebauung (Musikhaus F.G. Löbner) | Kesselstraße 16 (Karte)                                              | Um 1870 | Mit Ladeneinbau, baugeschichtlich von Bedeutung, zweietagiges Bürgerhaus, im Erdgeschoss Fenster mit Rundbögen, Horizontalbetonung durch zwei Simse zwischen Erdgeschoss und erstem Obergeschoss | 09250922 |
|                                         | Wohnhaus in geschlossener Bebauung | Kesselstraße 18 (Karte)                                              | 17. Jahrhundert | Baugeschichtlich, hausgeschichtlich und städtebaulich von Bedeutung, Renaissance-Bürgerhaus mit einfacher Fassadengestaltung, hölzerner Dachausbau | 09250921 |
|                                         | Wohnhaus mit Tor und Stützsäulen, in Ecklage und in halboffener Bebauung | Kesselstraße 32 (Karte)                                              | Nach 1700 | Baugeschichtlich von Bedeutung, barockes Lagerhaus | 09250919 |
|                                         | Wohnhaus mit Tor in halboffener Bebauung | Kesselstraße 34 (Karte)                                              | Nach 1720 | Baugeschichtlich von Bedeutung, barockes Bürgerhaus mit Mittelbetonung: Bekrönung der mittleren Fenster mit Strahlenkranz (zweites Obergeschoss), erstes Obergeschoss mit gewölbtem Giebel und Medaillon „M“, großes Portal im Erdgeschoss, Eingangstür mit Schlussstein | 09250918 |
|                                         | Wohnhaus in Ecklage und in geschlossener Bebauung | Kirchgasse 1 (Karte)                                                 | Mitte 18. Jahrhundert | Baugeschichtlich von Bedeutung, asymmetrische Dachform, Okulus, bis 2008 irrtümlich unter der Nummer 2 in der Denkmalliste geführt | 09250790 |
| Weitere Bilder                          | Gasthaus in halboffener Bebauung | Kirchplatz 1 (Karte)                                                 | 1709 | Baugeschichtlich und ortsgeschichtlich und platzbildprägend von Bedeutung, symmetrischer Bau mit hervorkragendem Mittelteil, dort an Seiten Eingangsportale, rechts mit Schlussstein, Kreuzgratgewölbe | 09250789 |
|                                         | Wohnhaus in geschlossener Bebauung | Kirchplatz 2 (Karte)                                                 | Um 1820 | Baugeschichtlich und platzbildprägend von Bedeutung, symmetrischer Bau, Eingangsportal mittig (mit Schlussstein), davor seitlich gelagerte Treppe | 09250791 |
|                                         | Wohnhaus in geschlossener Bebauung | Kirchplatz 3 (Karte)                                                 | Um 1780/1790 | Baugeschichtlich und platzbildprägend von Bedeutung, symmetrischer Bau, Eingangsportal mittig, Treppe frontal, Stützpfeiler symmetrisch | 09250792 |
|                                         | Wohnhaus mit Gaststätte „Am Kornmarkt“, in halboffener Bebauung | Kirchplatz 5 (Karte)                                                 | Anfang 19. Jahrhundert | Baugeschichtlich und platzbildprägend von Bedeutung, symmetrischer Grundriss, Walmdach, Schleppgaupen | 09250793 |
| Weitere Bilder                          | Katholische Liebfrauenkirche | Kirchplatz 6 (Karte)                                                 | Reste wohl 13. Jahrhundert (Kirche); 1443 (Neuweihe); 1455 (Altarweihe) | Baugeschichtlich, kunstgeschichtlich und ortsgeschichtlich von Bedeutung, vierjochiges Schiff mit 3/8-Chorschluss, verputzt, umstellt mit Strebepfeilern, an Nordseite dreigeschossiger Turm mit angebautem Treppenaufgang, geschweifte Haube mit Zwiebellaterne, Vorbau an der Südseite, Eingangshalle Westseite, am Schiff spitzbogige Fenster, einige mit Maßwerk, im Westen neugotische Fensterrose | 09250029 |
|                                         | Wohnhaus und Hintergebäude, in geschlossener Bebauung | Kleine Brüdergasse 5 (Karte)                                         | Im Schlussstein bezeichnet mit 1789 | Baugeschichtlich von Bedeutung, Bürgerhaus mit großen Portalen, Schlusssteine über Eingangstür und Tor sowie später zugesetztem Portal, Sims über Erdgeschoss, originale Eingangstür und Tor, Gewölbe | 09251070 |
|                                         | Wohnhaus und Hintergebäude, in geschlossener Bebauung | Kleine Brüdergasse 6 (Karte)                                         | Um 1720 | Baugeschichtlich von Bedeutung, leicht konvex gestaltete Fassade, schmales Portal, originales Treppenhaus, Gewölbe | 09251071 |
| Weitere Bilder                          | Kursächsische Postmeilensäulen (Sachgesamtheit); Postmeilensäule | Kornmarkt (gegenüber dem Museumseingang) (Karte)                     | 1725 | Reststück einer Ganzmeilensäule, verkehrsgeschichtlich und ortsgeschichtlich von Bedeutung, Granitobelisk, bezeichnet mit 1725, Torso ohne Sockel und Spitze. Reststück einer Kursächsischen Ganzmeilensäule aus Oberlausitzer Granit, Reihennummer 76, ursprünglich aufgestellt an „Hohen Straße“ (Teilstück Kamenz–Bautzen). Die Inschrift lautet „AR/Budis/sin ½ M 1725“ mit Posthorn, „Schwein/erden 3 ¼ M 1725“ mit Posthorn. Die Maßeinheiten wurden bei einer früheren Restaurierung verfälscht, sie müssten „St.“ lauten. Sockel und Aufsatzstück sind unsachgemäß ergänzt. Das Reststück wurde 1936 in der östlichen Grenzmauer der Nikolaistufen entdeckt. 1937/39 aus der Mauer herausgearbeitet, 1945 nochmals in Mauer eingemauert und 1957 endgültig aus der Mauer entfernt und von Bildhauer Thieme fehlerhaft restauriert und wieder aufgestellt. | 09250250 |
| Weitere Bilder                          | Museumsgebäude in Ecklage und halboffener Bebauung mit Sparkassenanbau (Schulstraße) sowie sechs Sandsteingrabmale barocken und spätbarocken Ursprungs vor der östlichen Giebelwand des Hauses Kesselstraße 34 (Stadtmuseum) | Kornmarkt 1, 1a (Karte)                                              | Bezeichnet mit 1910–1912 (Museum); 1930–1932, bezeichnet mit im Treppenhaus (Sparkasse) | Baugeschichtlich, ortsgeschichtlich und künstlerisch von Bedeutung, Museum gebaut nach den Entwürfen von Stadtbaurat Göhre und Stadtbaudirektor Richard Görling, hufeisenförmiger Grundriss, viergeschossiger Bau mit asymmetrischem Baukörper, Erdgeschoss und erstes Obergeschoss mit Sims vom zweiten Obergeschoss durchgehend abgeschlossen, zweites Obergeschoss mezzaninartig, darüber Mansardgeschoss, Bau unterbrochen durch hervorkragenden Baukörper über Eingang, Betonung durch über zwei Etagen durchgezogene Fenstergewände, darüber Rundgiebelabschluss, Seitenbetonung durch Risalit (im Erdgeschoss gestuft, im ersten und zweiten Obergeschoss durchgezogene Fenstergewände und darüberliegender Rundgiebelabschluss), an Ecke Balkon mit Frauenskulptur, Sparkasse angebaut an Museum entlang der Schulstraße, 1930–32, dreigeschossiger massiver Baukörper mit Dachausbau und Uhrturm, Fassade besonders im Erdgeschoss durch profilierte Rahmungen der Fenster bis Sockel untergliedert, Eingangsportal im Uhrturm, im Inneren originales Treppenhaus mit bauzeitlich erhaltenen Geländern und Türen sowie Saal mit Wand- und Deckenkassettierung im zweiten Obergeschoss und Oberlichtsaal | 09250583 |
|                                         | Wohnhaus mit Ladeneinbauten in Ecklage und geschlossener Bebauung | Kornmarkt 2 (Karte)                                                  | 1830 | Baugeschichtlich und städtebaulich von Bedeutung, klassizistisches Bürgerhaus, zweifacher Sims über Erdgeschoss, zwischen erstem und zweitem Obergeschoss Pilaster, im ersten Obergeschoss triumphbogenartige Fenster, im zweiten Obergeschoss rundbogige Fenster, Zinnenfries mit dazwischenliegenden Reliefblumen unter dem Dachsims | 09250934 |
|                                         | Wohnhaus und Gaststätte „Weintraube“ in Ecklage | Kornmarkt 3 (Karte)                                                  | Bezeichnet mit 1762 | Beispiel der Reformarchitektur um 1910, belebt von stilisierten neobarocken Gestaltungselementen, bekanntes Bautzner Lokal, baugeschichtlich und ortsgeschichtlich von Bedeutung, Mansarddach, bekrönte Portale mit Relief einschl. Inschrift, im ersten Obergeschoss Eckfenster betont, Reliefinschrift: „Dieses Haus erbauet 1762 von ... Es wurde abgetragen u. neu errichtet in den Kriegsjahren 1915–1916 von Arthur Schreiber (Architekt oder Bauherr?)“ | 09250584 |
|                                         | Wohnhaus mit Ladeneinbau, in halboffener Bebauung | Kornmarkt 9 (Karte)                                                  | Um 1885 | Baugeschichtlich und städtebaulich von Bedeutung, Mittelbetonung durch Portal und verzierten Rundgiebel, Fledermausgaupen | 09251492 |
|                                         | Wohnhaus mit Ladenzone, in Ecklage | Kornstraße 1 (Karte)                                                 | Um 1860 | Klassizistisches Bürgerhaus mit Ladenzone, baugeschichtlich und städtebaulich von Bedeutung | 09250606 |
|                                         | Wohnhaus in geschlossener Bebauung | Kornstraße 2 (Karte)                                                 | Nach 1720 | Baugeschichtlich und städtebaulich von Bedeutung, Mittelrisalit, weitere Mittelbetonung durch geschweifte Fenstergiebel und Putzreliefs | 09250911 |
|                                         | Wohnhaus mit Ladeneinbau, in geschlossener Bebauung | Kornstraße 3 (Karte)                                                 | Um 1880/1890 | Baugeschichtlich und städtebaulich von Bedeutung, einfache Fassadengestaltung, Betonung des Erdgeschosses durch horizontale Gliederung | 09250890 |
| Direkt Bild zu diesem Denkmal hochladen | Wohnhaus in geschlossener Bebauung | Kornstraße 4 (Karte)                                                 | Nach 1720 | Baugeschichtlich und städtebaulich von Bedeutung | 09250910 |
|                                         | Wohnhaus mit Ladeneinbau, in geschlossener Bebauung | Kornstraße 5 (Karte)                                                 | Um 1850/1880 | Baugeschichtlich und städtebaulich von Bedeutung, einfache Fassadengestaltung | 09250888 |
| Direkt Bild zu diesem Denkmal hochladen | Wohnhaus mit Ladeneinbau, in geschlossener Bebauung | Kornstraße 5a (Karte)                                                | 1880/1890 | Baugeschichtlich und städtebaulich von Bedeutung, siebenachsiges Wohnhaus, horizontale Gliederung durch vorgezogenes Dach über erstem Obergeschoss, gewölbter, gerade abschließender Giebel mit Mansarddach und Zinnenfries, Pilastergliederung | 09250889 |
|                                         | Wohnhaus mit Ladeneinbau, in geschlossener Bebauung | Kornstraße 6 (Karte)                                                 | 18. Jahrhundert | Baugeschichtlich und städtebaulich von Bedeutung, Renaissance-Bürgerhaus mit einfacher Fassadengestaltung, Reste eines spätgotischen Gewölbes im Hausflur | 09250909 |
|                                         | Mietshaus in Ecklage und in geschlossener Bebauung mit Gedenktafel für Kurt Pchalek | Kurt-Pchalek-Straße 1 (Karte)                                        | Um 1895 | Baugeschichtlich und ortsgeschichtlich von Bedeutung, Eckerker mit Turm, geputzte Fenstergewände | 09250682 |
|                                         | Mietshaus in Ecklage und in geschlossener Bebauung | Kurt-Pchalek-Straße 2 (Karte)                                        | Um 1885/1890 | Baugeschichtlich und städtebaulich von Bedeutung, mit Balkon, Putzgliederung, geputzte Fenstergewände, originale Tür | 09250683 |
|                                         | Mietshaus in geschlossener Bebauung | Kurt-Pchalek-Straße 4 (Karte)                                        | Um 1890 | Baugeschichtlich von Bedeutung, einfache Putzgliederung, originale Haustür | 09250684 |
|                                         | Mietshaus in Ecklage und in geschlossener Bebauung | Kurt-Pchalek-Straße 5 (Karte)                                        | Um 1905 | Baugeschichtlich und städtebaulich von Bedeutung, Putzgliederung, versetzter Sims über Erdgeschoss, abgerundete Ecke mit gebogenem Sims, Dachfenster, stark gebogene Kehle | 09250680 |
|                                         | Mietshaus in geschlossener Bebauung | Kurt-Pchalek-Straße 8 (Karte)                                        | Um 1880 | Baugeschichtlich und städtebaulich von Bedeutung, Mittelbetonung durch Balkon im ersten Obergeschoss, Putzquaderung im Erdgeschoss, Akroterion, Fries unterhalb des Daches | 09250686 |
|                                         | Mietshaus mit Ladenzone in geschlossener Bebauung | Kurt-Pchalek-Straße 14 (Karte)                                       | Um 1895 | Baugeschichtlich und städtebaulich von Bedeutung, roter Klinkerbau, Mittelbetonung durch übereinanderliegende, gestaffelte Balkons, Erdgeschoss mit Putzgliederung, originale Tür | 09250688 |
|                                         | Schule | Kurt-Pchalek-Straße 15 (Karte)                                       | 1856 | Ehemalige Handelsschule, baugeschichtlich und ortsgeschichtlich von Bedeutung, symmetrische Fassadengestaltung, Mittelrisalit mit Dreiecksgiebel, Stuckzierrat | 09250678 |
|                                         | Mietshaus in geschlossener Bebauung | Kurt-Pchalek-Straße 16 (Karte)                                       | Um 1885/1890 | Baugeschichtlich und städtebaulich von Bedeutung, Putzgliederung, im dritten Obergeschoss noch originale Fensterverblendung | 09250689 |
|                                         | Mietshaus in geschlossener Bebauung | Kurt-Pchalek-Straße 18 (Karte)                                       | Um 1885/1890 | Baugeschichtlich und städtebaulich von Bedeutung, Putzgliederung, ehemals Georg Schuster, Dekorationsmalerei und Lackiererei | 09250690 |
|                                         | Mietshaus mit Ladenzone, in geschlossener Bebauung | Kurt-Pchalek-Straße 21 (Karte)                                       | In Wetterfahne bezeichnet mit 1896 | Baugeschichtlich und städtebaulich von Bedeutung, Eckerker mit Türmchen | 09250691 |
|                                         | Mietshaus in geschlossener Bebauung | Kurt-Pchalek-Straße 25 (Karte)                                       | Um 1885 | Baugeschichtlich und städtebaulich von Bedeutung, einfache Fassadengestaltung, originale Tür, teilweise originale Fenster | 09250692 |
|                                         | Wohn- und Geschäftshaus in geschlossener Bebauung | Kurt-Pchalek-Straße 29 (Karte)                                       | Um 1910 | Baugeschichtlich und städtebaulich von Bedeutung, Mittelbetonung durch geschweiften Giebel, segmentbogiger Erker im ersten und zweiten Obergeschoss, im Erdgeschoss originale Putzquaderung, Portal mit Schlupfpforte, originale Tür und Tor, Reste floraler Elemente an Fassade | 09250693 |

## Streichungen von der Denkmalliste
| Bild                                    | Bezeichnung                                                                                                   | Lage                           | Datierung                                             | Beschreibung | ID       |
| --------------------------------------- | --- | ------------------------------ | ----------------------------------------------------- | --- | -------- |
|                                         | Wohnhaus in geschlossener Bebauung                                                                            | Gerberstraße 8 (Karte)         | Fassadenbild 2. Hälfte 19. Jahrhundert, im Kern älter | Baugeschichtlich und städtebaulich von Bedeutung; nach 2014 von der Denkmalliste gestrichen | 09253073 |
|                                         | Wohnhaus in offener Bebauung                                                                                  | Hintergasse 3 (Karte)          | 18. Jahrhundert                                       | Baugeschichtlich von Bedeutung; nach 2014 von der Denkmalliste gestrichen | 09250974 |
| Direkt Bild zu diesem Denkmal hochladen | Gartenhaus | Hintergasse 6 (Karte)          | Ende 19. Jahrhundert                                  | Umgebautes Wohnhaus, baugeschichtlich von Bedeutung; nach 2014 von der Denkmalliste gestrichen | 09250533 |
| Weitere Bilder                          | Domstiftliches Vorwerk: Nebengebäude in geschlossener Bebauung, späterer Werkstatteinbau (eventuell Schmiede) | Holzmarkt 7 (Karte)            | Um 1750                                               | Gebäude gehörte einst zum Domstiftlichen Vorwerk (siehe auch Töpferstraße 40, Obj. 09250774 und Töpferstraße 38, Obj. 09250004), baugeschichtlich und ortsgeschichtlich von Bedeutung, Walmdach mit Schleppgaupen, Werkstatteinbau (2. Hälfte des 19. Jahrhunderts), Abbruchgenehmigung für ehemalige Schmiede vom 15. September 2009; zwischen 2009 und 2014 abgerissen | 09250773 |
| Direkt Bild zu diesem Denkmal hochladen | Wohnhaus mit Ladeneinbau, in Ecklage und in halboffener Bebauung                                              | Kornmarkt 4 (Karte)            | Um 1850/1870                                          | Baugeschichtlich und städtebaulich von Bedeutung; nach 2014 von der Denkmalliste gestrichen | 09250933 |
| Direkt Bild zu diesem Denkmal hochladen | Wohnhaus mit Ladeneinbau, in halboffener Bebauung                                                             | Kurt-Pchalek-Straße 1a (Karte) | 1. Viertel 19. Jahrhundert                            | Baugeschichtlich von Bedeutung, zweietagig, Krüppelwalmdach, Fensterbekrönung, über erster Etage horizontale Gliederung durch Sims; vor 2008 abgerissen | 09250681 |

## Tabellenlegende
- Bild: Bild des Kulturdenkmals, ggf. zusätzlich mit einem Link zu weiteren Fotos des Kulturdenkmals im Medienarchiv Wikimedia Commons. Wenn man auf das Kamerasymbol klickt, können Fotos zu Kulturdenkmalen aus dieser Liste hochgeladen werden:
- Bezeichnung: Denkmalgeschützte Objekte und ggf. Bauwerksname des Kulturdenkmals
- Lage: Straßenname und Hausnummer oder Flurstücknummer des Kulturdenkmals. Die Grundsortierung der Liste erfolgt nach dieser Adresse. Der Link (Karte) führt zu verschiedenen Kartendiensten mit der Position des Kulturdenkmals. Fehlt dieser Link, wurden die Koordinaten noch nicht eingetragen. Sind diese bekannt, können sie über ein Tool mit einer Kartenansicht einfach nachgetragen werden. In dieser Kartenansicht sind Kulturdenkmale ohne Koordinaten mit einem roten bzw. orangen Marker dargestellt und können durch Verschieben auf die richtige Position in der Karte mit Koordinaten versehen werden. Kulturdenkmale ohne Bild sind an einem blauen bzw. roten Marker erkennbar.
- Datierung: Baubeginn, Fertigstellung, Datum der Erstnennung oder grobe zeitliche Einordnung entsprechend des Eintrags in der sächsischen Denkmaldatenbank
- Beschreibung: Kurzcharakteristik des Kulturdenkmals entsprechend des Eintrags in der sächsischen Denkmaldatenbank, ggf. ergänzt durch die dort nur selten veröffentlichten Erfassungstexte oder zusätzliche Informationen
- ID: Vom Landesamt für Denkmalpflege Sachsen vergebene, das Kulturdenkmal eindeutig identifizierende Objekt-Nummer. Der Link führt zum PDF-Denkmaldokument des Landesamtes für Denkmalpflege Sachsen. Bei ehemaligen Kulturdenkmalen können die Objektnummern unbekannt sein und deshalb fehlen bzw. die Links von aus der Datenbank entfernten Objektnummern ins Leere führen. Ein ggf. vorhandenes Icon  führt zu den Angaben des Kulturdenkmals bei Wikidata.

## Ausführliche Denkmaltexte
1. ↑  Stadtbefestigung (Sachgesamtheit); Äußere Stadtmauer:
  - Innere Stadtbefestigung: Beginn des 14. Jahrhunderts Fertigstellung der inneren Stadtbefestigung, Stadtmauer ca. 2 m dick und 10 m hoch, 7–9 m breiter Zwinger, zwei Gräben und dazwischen ein Wall, Wehrtürme, Basteien und Rondelle
  - Sieben Toranlagen: Nicolaitor, Schülertor, Wendisches Tor, Inneres Reichentor, Inneres Lauentor, Fischerpforte, Mühltor
  - Äußere Stadtbefestigung: Stadtmauer ca. 5 m hoch und nur abschnittweise mit Zinnen oder Wehrgängen versehen, kein Zwinger, zwei Gräben und dazwischen ein Wall. Acht Tore: Gerbertor, Taschenpforte, Ziegeltor, Äußeres Reichentor, Rosentor, Goschwitztor, Hortentor, Äußeres Lauentor mit Neutor.
  - Geschichte (Quelle: Falk Lorenz, Susanne Zetsch: Die Wallanlagen in Bautzen. Unveröffentlichte Seminararbeit im Lehrgebiet Geschichte der Landschaftsarchitektur und Gartendenkmalpflege, TU Dresden 1998/99): 1002 Ersterwähnung der Stadtbefestigung, 1763 Abbruch der Brücken zu den Stadttoren und Verfüllung der davor liegenden Grabenabschnitte, ab 1796–1801 Verschüttung der Gräben vom Lauentor bis zur Schulbastei, Abtragung der Wallanlagen zwischen Schulbastei und Reichentor, 1825 Abriss Äußeres Reichentor und Äußeres Lauentor, ab 1830 Abriss der Rondelle der inneren Stadttore, 1852 Durchbruch der Äußeren Stadtmauer, 1859–1861 Einebnung des nördlichen Teils des Lauenwalls, 1868 Abriss der Schulbastei, ab 1873 Abtragung des restlichen Lauenwalls, 1890–1892 Abtragung des Königswalls, 1894 Abtragung des nördlichen Ziegelwalls.
  - Gärtnerische Gestaltung: 1732 Bepflanzung der Äußeren Wälle mit Linden und Kastanien und Aufstellen von steinernen Bänken, 1859–1861 gärtnerische Gestaltung des nördlichen Teils des Lauenwalls, ab 1873 gärtnerische Gestaltung des restlichen Lauenwalls nach Plänen des Hofgärtners G. Krause aus Dresden, 1876 die Anlagen erhalten den Namen „Promenaden“, 1890–1892 gärtnerische Gestaltung des Königswalls durch den Stadtgärtner Karl Johann Friedrich Stolp, ab 1945 starke Zerstörungen durch den Krieg, Umgestaltung kleinerer Partien.
2. ↑  Plastik „Genesende“ im Krankenhausareal:

Linksseitig vor der Fassade der Frauenklinik des Bautzener Krankenhauses ein auf vier hohen, schlanken Rundpfeilern stehender, kreisrunder Pavillon, eingebettet in eine durch Wege gegliederte Gartenanlage. Das Bodenniveau des aus Betonteilen zusammengesetzten Baukörpers gegenüber der Umgebung um etwa einen halben Meter angehoben. Eine Treppenanlage stellt die Verbindung zum Garten her. Daneben die Figur eines liegenden, weiblichen Akts. Halb aufgerichtet stützt sich dieser mit dem linken Arm am Boden ab. Den Kopf in den Nacken gelegt, wendet die Figur das Gesicht mit geschlossenen Augen gen Himmel. Die leicht überlebensgroße Kunststeinplastik des Künstlers Rudolf Enderlein (1908–1985) ist 1960 im Zuge des Umbaus des früheren Militärlazaretts zum Frauenkrankenhaus vor diesem aufgestellt worden. Dem Zweck des Gebäudes entsprechend, verkörpert das Bildwerk eine „Genesende“, was durch die Körperhaltung der Figur sinnbildlich zum Ausdruck kommen soll. Der Verzicht auf Details und individuelle Züge verleiht Enderleins Bildwerk allegorischen Charakter. Die Komposition wirkt durch die glatte Oberfläche und die ausgewogenen Proportionen der Figur ruhig und harmonisch. Nur wenige Jahre zuvor schuf der Künstler ein vergleichbares Werk für die neu eröffnete Poliklinik in Cottbus. Die allegorische Brunnenplastik „Gesundheit“, ein lebensgroßer, stehender Frauenakt, ist 1956 vor dem alten Hauptgebäude des Cottbusser Krankenhauses aufgestellt worden. Aktfiguren bilden jedoch die Ausnahme innerhalb des Gesamtwerkes des vor allem für seine Kinder- und Tierdarstellungen bekannten Künstlers. Der bereits als Siebenjähriger von Dresden nach Bautzen gekommene Enderlein absolvierte von 1925 bis 1928 eine Lehre zum Holzbildhauer. Aufenthalte an der renommierten Holzschnitzschule in Bad Warmbrunn (heute Cieplice Zdrój), wo er bei Cirillo Dell’Antonio lernte, und bei Otto Meier in Basel sowie Studienreisen nach Paris, England, Holland, Belgien und Italien rundeten seine künstlerische Ausbildung ab. Nach seiner Rückkehr nach Bautzen war Enderlein ab 1936 freischaffend tätig. Seine Werke, die er in Holz, Bronze und vor allem Kunststein ausführte, finden sich neben Cottbus unter anderem auch in Berlin und Stralsund. Einen deutlichen Verteilungsschwerpunkt bilden aber die Oberlausitz und Bautzen. Das Ensemble, bestehend aus Pavillon, Bildwerk und Gartenteil, ist aufgrund der ihm zugrunde liegenden Gesamtkonzeption – es entstand in enger Absprache zwischen Architekt und Bildhauer – und der Qualität der Ausführung von künstlerischer Bedeutung.
3. ↑  Einzeldenkmal der Sachgesamtheit Stadtbefestigung und Promenaden:

1732 begann man die Stadtbefestigung zu begrünen, bepflanzte die äußeren Wälle mit Linden und Kastanien, stellte steinerne Bänke auf. So entstand ein bei den Bewohnern Bautzens beliebter Spazierweg um die Stadt. Zwischen 1859 und 1861 wurde der nördliche Teil des Lauenwalls eingeebnet und man begann mit dessen gärtnerischer Gestaltung. Nachdem ab 1873 auch der restliche Lauenwall abgetragen wurde, gestaltete man diesen nach Plänen des Königlich Sächsischen Hofgartendirektors Gustav Friedrich Krause aus Dresden. 1876 erhielten die Anlagen den Namen „Promenaden“. Von 1890 bis 1892 legte der Stadtgärtner Karl Johann Friedrich Stolp die Partien auf dem Königswall an. Während des zweiten Weltkrieges erlitten die Ringanlagen schwere Zerstörungen. Nach dem Krieg wurden kleinerer Partien, wie z.B. 1961 die Gedenkstätte für ermordete sowjetische und polnische Kriegsgefangene und in den 1990er Jahren Teile der Schilleranlagen, umgestaltet.

Die Promenaden sind, wenn auch in mehreren Gestaltungsphasen entstanden, heute als Gesamtheit zu erleben. Der Innenstadt zugewandt wird die Anlage in verschiedenen Bereichen durch die in der Höhe reduzierten Reste der Stadtmauer, in anderen durch die Einfriedungen der benachbarten Gärten begrenzt. Der Stadt abgewandt begleitet eine Ringstraße mit ihren Fußwegen die gärtnerisch gestaltete Grünanlage. Die Wege innerhalb der Grünanlage haben größtenteils wassergebundene Decken und Granit-Borde, die Fußwege und die Straße sind in ihrem Belag verändert. Entlang der Ringstraße verläuft eine Baumreihe aus Winter-Linden. Ursprünglich wurde die gesamte Ringanlage mit Ausnahme des nördlichen Abschnitts von Linden begleitet, heute sind sie nur noch im Bereich zwischen Seminarstraße und Löbauer Straße vorhanden. Auf historischen Postkarten ist zu erkennen, dass auch die Ringstraße selbst ehemals von einer Allee gesäumt war. Neben den noch vorhandenen Resten der Stadtmauer ist lediglich der nördlich des ehemaligen Äußeren Reichentores erhaltene Stadtbefestigungswall als Zeugnis der Stadtbefestigungsanlage erhalten.

Die Ringanlagen besitzen einen großen Reichtum an Gehölzen. Dabei bilden heimische Baumarten das gestalterische Gerüst, eine Vielzahl von fremdländischen Bäumen und Blüten-Gehölzen bereichern die Anlage. Darüber hinaus befinden sich im Bereich des Lauenwalls drei Gedenkbäume mit je einem Gedenkstein: eine Körnereiche aus dem Jahre 1863, eine Friedenseiche von 1871 sowie eine 1905 gepflanzte Schillereiche. Aber auch die bauliche Ausstattung der Ringanlage ist vielfältig. Am Lauenwall gibt es einen 1907 aufgestellten Findling. Nördlich der Löbauer Straße befindet sich das 1966 aufgestellte Smoler-Denkmal mit einer Schmuckanlage. Im Norden des Ziegelwalls wurde 1961 eine Gedenkstätte für ermordete sowjetische und polnische Kriegsgefangene angelegt. Ebenfalls am Ziegelwall befindet sich ein Sitzplatz, der von einer rückwärtiger Stützmauer aus Granit und drei Stiel-Eichen gerahmt wird. Im Bereich des Königswalls entstand in den 1920er Jahren ein regelmäßig angelegter Senkgarten, in dessen Zentrum sich ein Springbrunnen aus Sandstein befindet, der bereits im Jahre 1900 dort seinen Platz fand.
4. ↑  Sachgesamtheit Sowjetisch-Polnischer Soldatenfriedhof: 

Sachgesamtheit dreier Soldatenfriedhöfe mit Ehrenhain und Denkmalen, unterteilt in drei Flächen:
  - Fläche 1: Sammelgrab für 92 Kriegstote (Russisch-Polnischer Ehrenhain), Platz mit Gedenkstein und in Fußboden eingelassenen Platten, davor Treppenaufgang
  - Fläche 2: Grünfläche mit kleinen seitlichen Treppenaufgängen und Gedenkstein (keine Beisetzungen)
  - Fläche 3: Sammelgrab für 3053 Kriegstote und 32 Einzelgräber, Sowjetischer Ehrenhain (siehe auch Einzeldenkmal 09250082, gleiche Anschrift), ortsgeschichtlich von Bedeutung, Friedhof mit gleichmäßig angeordneten 32 Grabsteinen für einzeln dort Beigesetzte, 515 m² Sammelgrab mit 15 Grabsteinen und einem mittig in der Fläche stehenden Denkmal, Einfassung durch Ziegelpfeiler mit schlichtem eisernem Geländer, gesamte Anlage nimmt Bezug auf das Höhenniveau der Wallanlagen (Treppen)

1961 wurden hierher die sterblichen Überreste von 85 sowjetischen und polnischen        Kriegsgefangenen aus dem Gebiet von Neuwuischke umgebettet. Sie wurden dort in den letzten Apriltagen 1945 ermordet. Es wird vermutet, dass es sich um Angehörige der 1. Ukrainischen Front und der 2. Polnischen Armee handelte, die während der starken Bewegungskämpfe der faschistischen Wehrmacht in die Hände gefallen sind. Gleichzeitig fanden hier ihre letzte Ruhestätte sieben in einem Massengrab bei Soritz verscharrte ermordete ausländische Kriegstote. Die Urnen wurden in fünf Grabstätten beigesetzt, die Abdeckplatten mit ehrender Inschrift. Hinter den Urnengräbern Denkmal: auf niedrigem Sockel, darauf beidseitig Absätze. Darüber massive Gedenkmauer mit ehrendem und erklärendem Text. Material: Granit (monolithisch), errichtet 1961.

In 150 Einzel-, 18 Gemeinschafts- und 6 Urnengräbern ruhen hier über 3000 Gefallene der Frühjahrskämpfe 1945. Die Grabstätten tragen, je nach dem Charakter der Grabanlage, einheitlich gestaltete Grabsteine mit ehrender Inschrift. Im Zentrum Denkmal: Obelisk in siebenfach gestufter, turmartiger Aufbau, gekrönt von Sowjetstern. An der Vorderseite des dritten Absatzes plastisch ausgearbeitet Panzer im Angriff, des mittelsten Absatzes Tafel mit ehrendem Text. Im zweiten Absatz von oben plastisch ausgearbeitet der Sieges-Orden. Material: Porphyr, Höhe insgesamt ca. 1000 cm, errichtet 1946/47.
5. ↑  Friedensbrücke: 
1908–1909 von der Firma Fa. Liebold & Co. Niederlassung Langebrück bei Dresden nach Plänen des Königlichen Straßen- und Wasser-Bauamtes Bautzen erbaut. Höhe 24 m über der Spreesohle. Die lichten Weiten der vier Korbbögen betragen 27, 35, 35 und 27 m, die Pfeilerbreiten betragen lediglich 2,50 m. Über den Bögen wurden eigengewichtsminimierende Entlastungsbögen angeordnet, die von außen durch eine zurückgesetzte Profilierung der Stirnmauer ablesbar waren. Betonung der Pfeiler durch vorne und hinten spitzbogig zulaufende Unterbauten sowie rechteckige Pfeilervorlagen, die ursprünglich bis zur Granitbrüstung der Austrittskanzeln durchliefen. Zwei Wappen des Königlichen Hofbildhauers Wilhelm Schreiber aus Dresden zieren den Scheitel des östlichen Mittelbogens: unterstrom das Bautzener Wappen, oberstrom das Sächsische Wappen.
Am 20. April 1945 Sprengung der zwei westlichen Bögen. Obwohl die Pfeiler für einseitigen Bogenschub nicht breit genug waren, blieb der östliche Mittelbogen stehen. 1946–49 Wiederaufbau in gleicher Bauweise, dabei Verbreiterung der Fahrbahn von 11,00 auf 15,10 m zwischen den Geländern mit Hilfe eines Stahlbeton-Trägerrostes, jedoch Verzicht auf die Entlastungsbögen und eine dementsprechende Profilierung der Stirnmauern, so dass heute noch die ursprünglichen Bögen erkennbar sind. 1998/99 Einbau einer neuen, 20 cm dicken Stahlbetonfahrbahnplatte über dem Trägerrost als Abdichtungsträger.
Durch den Brückenbau verbesserte sich die Straßenführung über das Spreetal deutlich, so konnten nun die bestehenden, sehr steilen Spreetaldurchfahrten (Heilig-Geist-Brücke und Gerberstraße/Seidauer Brücke) vermieden werden. Zudem ermöglichte sie das Wachstum der Stadt in westlicher Richtung. Binnen sechs Jahren siedeln sich hier in der „Neustadt“ etwa 2000 Menschen an. Durch die gelungene architektonische Gestaltung fügt sich die verkehrstechnisch bedeutendste Brücke Bautzens hervorragend in das historische Stadtbild ein und prägt es zugleich. Zudem kommt ihr eine technikgeschichtliche wie auch stadtgeschichtliche Bedeutung zu.

 3. Juli 2000: Die Friedensbrücke besteht aus vier korbbogigen Gewölben und besitzt eine Gesamtlänge von 181 m. Der westliche Mittelbogen überspannt die Spree, der östliche die Fischergasse mit lichten Weiten von je 35 m. Die Bögen 1 und 4 bilden den Anschluss an die beidseitigen Spreetalhänge und verfügen über Lichtweiten von je 27 m. Die Verkehrsbreite des Bauwerks betrug ursprünglich 11 m, wobei 7,5 m auf die gepflasterte Fahrbahn und je 1,75 m auf die beiden erhöhten Gehwege entfielen. Beim Wiederaufbau der beiden westlichen Bögen 1947–49 wurde die Brücke verbreitert, so dass sie heute beiderseits 2,18 m auskragt. Damit steht jetzt eine Breite von 15,1 m zwischen den Geländern zur Verfügung. Die Scheitel des östlichen Mittelbogens besitzen schmückende Wappensteine mit einer Höhe von 2,75 m und einer Breite von 1,75 m. Im unterstromseitigen Scheitel des Bogens befindet sich das Bautzener Wappen, im oberstromseitigen das Wappen Sachsens. Ursprünglich befanden sich am zweiten Mittelbogen die gleichen Wappen. Die Pfeiler tragen Natursteinbrüstungen, die als Kanzeln ausgebildet sind. Die Ansichtsflächen der aus dem Jahr 1909 stammenden Bauwerksteile – das Widerlager West, die Pfeiler 1 und 2 unterhalb der Kämpfer, der vollständige Pfeiler 3 sowie der Bogen 3 mit der östlichen Stirnmauer ab ca. Scheitelpunkt, Bogen 4 und das Widerlager Ost – wurden mit einer Verblendung aus buntem Granitschichtenmauerwerk, teilweise bossiert, hergestellt. Für die Sockelgesimse, Pfeilerabdeckungen, Schluss- und Kragsteine und Brüstungen wurde rein blaugrauer Werkstein aus den Demitzer Granitbrüchen verwendet. Die Brücke überführt die Bundesstraße 6 und unterführt die Spree und eine Gemeindestraße.
6. ↑  Dom St. Petri  (Dehio – Handbuch der deutschen Kunstdenkmäler / Sachsen Band 1):
Seit 1921 Bischofskirche, seit 1980 Konkathedrale. An der Nordseite des Fleischmarktes, an der höchsten Stelle der Stadt gelegene, gotische Hallenkirche mit barocken Elementen und markantem Westturm. Die älteste Pfarrkirche der Stadt. Von der um 1000 erbauten Kirche unter Bischof Eido (992–1015) ist nichts erhalten. Baubeginn des Chores vermutlich 1213, Weihe 1221. Baubeginn eines quadratischen Westturmes 2. Viertel 13. Jahrhundert im Übergangsstil von der Romanik zur Gotik, gegen Ende des 13. Jahrhunderts Planwechsel zugunsten einer Doppelturmfassade, an die sich eine dreischiffige, vermutlich über drei Joche reichende Hallenkirche anschloss, das zweite und dritte Geschoss des Südturmes Mitte 14. Jahrhundert. Im 15. Jahrhundert Beschädigungen durch Brände und den Hussitenkrieg, 1456–63 Erweiterungsbau nach Osten und viertes Schiff an der Südseite errichtet. Vermutlich in der 2. Hälfte des 15. Jahrhunderts Umbau des Chores zum Hallenumgangschor. Ende des 15. Jahrhunderts Erhöhung der Umfassungsmauern, 1492–97 Einwölbung.
Seit 1530 von evangelischen und katholischen Christen genutzt, das Lettnergitter nunmehr Trennwand der Konfessionen. Nach einem Brand 1634 Wiederaufbau. Nach erneutem Planwechsel nur der Südturm mit polygonalen Geschossen fortgesetzt und 1664 von Martin Pötzsch mit barockem Turmhelm abgeschlossen. Umbauten 1786 und 1814. 1883–87 neugotische Gestaltung des Innenraumes durch Hermann Knothe-Seeck sowie Bau der evangelische Sakristei und Erneuerung des westlichen Südportals nach Plänen von Konstantin Lipsius. Restaurierungen 1950–55, 1986–89 (Turm), 1994–95 (evangelische Sakristei).
Grundriss: Vierschiffige Hallenkirche, die zwischen dem vierten und fünften Joch nach Süden abknickt. Die drei ursprünglichen Schiffe münden im Hallenumgangschor, der Binnenchor mit dreiseitigem, der Chorumgang mit fünfseitigem Polygon geschlossen. Ein zweites südliches Seitenschiff reicht von Westen her über vier Joche, nach Osten anschließend die katholische Vorhalle und die zweijochige katholische Sakristei. Die Turmanlage westlich vor den drei ursprünglichen Schiffen, südlich angefügt die evangelische Sakristei. An der Nordseite der Kirche zwei Vorhallen.
Äußeres: Mächtiger Bruchsteinbau mit Werksteingliedern, umstellt mit Strebepfeilern. Sehr hohes Satteldach mit Gaupen, über  dem polygonalen Chor abgewalmt. An der Westseite die Doppelturmfassade im Untergeschoss angelegt, darüber nur der sechsgeschossige Südturm mit Welscher Haube, polygonalen Erkern, Laterne und Pyramidenspitze vollständig ausgeführt. Über dem nördlichen Turmstumpf und Mittelteil Giebel mit barocken Voluten- und Vasenaufsätzen. Der vorspringende Teil im Untergeschoss Fragment der ursprünglichen Einturmfassade, das einfache spitzbogige Westportal mit schlichten Archivolten und Giebel, darüber geschossbegrenzend ein Spitzbogenfries. An der Nordseite der Kirche zwei Vorbauten mit Portal, auf dem Dach des westlichen barocke Halbgiebel mit Löwenköpfen, Voluten und pyramidalen Aufsätzen. Hohe schmale Maßwerkfenster, die am jüngeren Südschiff besonders großflächig ausgebildet sind. Verschiedene, teils figürliche Epitaphe an den Außenwänden, besonders erwähnenswert das für Heinrich Ernst von Nostitz († 1639), ganzfigurige männliche Gestalt, deren Rechte ein Schwert umfasst.
Innen die schmale westliche Turmhalle mit Kreuzrippengewölbe und den Turmaufgängen. Der Kirchenraum eine helle weiträumige Halle mit Hallenumgangschor, nur durch das niedrige Lettnergitter geteilt in den katholischen Ostteil im langgestreckten Chor und den evangelische Westteil. Das von schlanken achteckigen Pfeilern getragene Netzgewölbe der drei Hauptschiffe mit farbig gefassten Schlusssteinen, im Chor als Relief der Evangelist Johannes, Maria mit Kind, Petrus und Paulus, im Mittelschiff gemalte Wappen verschiedener Städte, die den Wiederaufbau im 17. Jahrhundert finanzierten. Das später hinzugefügte zweite südliche Seitenschiff vierjochig mit kraftvollem Sterngewölbe. Die evangelische Sakristei mit Kreuzrippengewölbe und zweiseitigem Schluss nach Süden. Die katholische Vorhalle mit Stern-Netzgewölbe, die katholische Sakristei kreuzrippengewölbt, darüber zum Chor geöffnete dreijochige Sängerempore, kreuzgratgewölbt, im westlichen Joch reiches Sterngewölbe. An der Westseite der Halle zweigeschossige Holzemporen, die bis in die Seitenschiffe reichen, von Fritz Schumacher, 1908, die Brüstungen mit Jugendstilmotiven, beachtlich der Engel an der Nordseite und die Paulusfigur auf der Spindel der Wendeltreppe. Im Südwesten einbezogen die aufwendig gestaltete Fürstenloge, von Friedrich Hornuff entworfen, 1673/74 von Christian Neumann angefertigt, über der mit Kartuschen, Fruchtschnüren, Putten und Masken geschmückten Brüstung stichbogige Logenöffnungen, dazwischen gedrehte Säulen, die ein kräftiges Gesims tragen. In die Vorhalle an der Nordseite des Schiffes, vor dem westlichen Joch eine Gruft von 1657 einbezogen.
 Ausstattung:
  - Katholischer Teil, Chor: Barocker Hochaltar mit seitlichen Säulen und gesprengtem Giebelaufbau in sächsischem Marmor nach Entwurf von Johann Benjamin Thomae, von Giovanni Maria Fossati, 1722. Die hervorragend gearbeiteten Sandsteinfiguren von Johann Benjamin Thomae: im Untergeschoss Johannes der Täufer und Johannes der Evangelist, im Aufsatz Bischof Benno, Erzengel Michael, Bischof Donatus und vier Engel. Die Haupttafel mit Darstellung der Schlüsselübergabe und das Giebelbild, Gottvater drückt die Weltkugel an sein Herz, von Giovanni Antonio Pellegrini. Vor dem Altaraufbau sarkophagähnlicher Altartisch, in der Kartusche die Darstellung der Dreifaltigkeit und das Wappen des Dekans Joh. Jak. Jos. Wosky von Bärenstamm, bezeichnet mit 1772. Aufwendig geschnitztes Chorgestühl mit besonders prachtvollen Blumen- und Rankenmotiven an den Rückwänden, Ende des 18. Jahrhunderts. Im Chorumgang auf der Nordseite ein Sakramentsaltar, ursprünglich in der Sakristei, in seiner Rokokoform wie ein Kleinod wirkend, mit leichter Bogenarchitektur von Johann Hajek, 1783, Holz, farbig gefasst, die Figuren teilvergoldet. Sarkophagähnlicher Altartisch mit Tabernakel und Lamm Gottes, flankiert von reich ornamentierten Kartuschen mit Reliquienbehältern. Pilaster- und Bogenkonstruktion mit Engeln, Kreuz und Anker als Symbole des Glaubens und der Hoffnung. Seitlich je ein Beichtstuhl, links für Männer, gekennzeichnet durch Petrus und den Hahn, rechts für Frauen, mit Magdalena und Salbgefäß. Neugotische Sandsteintaufe mit hohem Holzdeckel. Gemälde mit Darstellung der Schlüsselübergabe im Stil der Narzarener, ursprünglich für den Hochaltar bestimmt, von Wenzel Schwarz, bezeichnet mit 1885. An der Südseite des Chorumgangs der Mittelschrein eines spätgotischen Marienaltars und der Kreuzaltar, ersterer farbig gefasst mit Vergoldungen, in der Mitte Maria mit Christuskind, links hl. Nikolaus, rechts hl. Bartholomäus. Der Kreuzaltar mit schöngliedrigem, überlebensgroßem Kruzifix, Lindenholz, farbig gefasst, von Balthasar Permoser, 1713/14. Auf der Sängerempore Kohl-Orgel, 1866, mit neugotischem, klar umrissenem Prospekt. In der katholischen Vorhalle mehrere aufwendig gearbeitete Sandsteingrabmäler: Martin Katmann von Mauruck († 1630), Relief des Domkapitelsekretärs in Lebensgröße mit Halskrause, Mantel und Kniehose, aus der Werkstatt des Michael Schwenke aus Pirna. Anna von Nostitz († 1642), farbig gefasst, ganzfiguriges Relief der Verstorbenen mit gefalteten Händen und offenem Haar, das Gewand mit gemaltem Blumenmuster. Achilles Praecipian von Soie († 1642), ganzfigurige Darstellung eines Ritters im Panzer mit Feldbinde, Degen und Kommandostab. Gregorius Katmann von Mauruk († 1644), der Verstorbene kniet betend vor einem Kruzifix, darunter große Kartusche mit Inschrift. Die Grabmäler der Domdekane Johannes Basilius von Lichtenfeld († 1650), und Christoph Johann Reinhold von Reichenau († 1665), jeweils mit ganzfigurigem Relief der Verstorbenen im Priesterornat, letzterer außerdem mit Bischofsstab und Mitra. Grabmal des Petrus Franc. Langinus von Küfferberg († 1675) mit Bildnisrelief des Dekans im Priesterornat mit Bibel und Kruzifix in einem Ovalrahmen mit Schriftband, oberhalb zwei Engel, die einen Kelch halten.
  - Evangelischer Teil: Vor dem Gitter von 1952 schlichter moderner Altar. Die Holzkanzel an einem Pfeiler der Nordseite, in weiß und gold gefasst, 1817, von Joh. Bernhard Voigt und Wilke. Taufe, Eisenkunstguss aus Lauchhammer, 1850. Im Südschiff an der Ostseite hoch aufstrebender, dreigeschossiger Epitaphaltar von einem Zittauer Bildhauer, die Mittelfelder von Säulen über Engelkonsolen gerahmt, seitlich Ranken und Wangen mit figürlichem und ornamentalem Schmuck, zahlreiche Bibelsprüche, Holz, 1644, im 19. Jahrhundert steinfarbig gefasst. Im unteren Feld Darstellung des Abendmahls, links flankiert von Christus als Gärtner, rechts Maria Magdalena. Das Hauptrelief mit figurenreicher Darstellung der Kreuzigung, die Wange links mit Christus in Gethsemane, rechts Grablegung. Im dritten Geschoss die Auferstehung, seitlich Engel mit Marterwerkzeugen Christi. Die halbkreisförmige Bekrönung zeigt Christus als Weltenherrscher auf dem Regenbogen. An der Nordwand Abendmahlsgemälde im Stil der Narzarener von Wenzel Schwarz, 1887. Im südlichen Seitenschiff dreigeschossiges Epitaph für Georg Mättig († 1650) aus Holz, farbig gefasst. Als Hauptrelief die Auferstehung Christi, umgeben von Schmucksäulen auf Engelskonsolen und Inschriftkartuschen. Das Giebelrelief mit Darstellung des Jüngsten Gerichts, gerahmt von Pilastern und Ornament, als Bekrönung ein Engel mit Posaune und Lorbeerkranz. Reich geschnitztes Epitaph für Christoph Vitzthum von Eckstädt († 1688), farbig gefasst. In der Mitte halten zwei Engel einen Lorbeerkranz mit dem Vitzthumschen Wappen, umrahmt von prächtigem barockem Rankenschmuck und den sechzehn Ahnenwappen, unten kniende Frauengestalt. Auf der Westempore Eule-Orgel, 1909, Jugendstilprospekt von Fritz Schumacher, 1908. Die Gruft in der nördlichen Vorhalle vermutlich nach Entwurf von Martin Pötzsch, der breite Stichbogen mit einem aufwendig gearbeiteten schmiedeeisernen Gitter in Barockformen. Die Wand über dem Bogen durch Gesimse und Pilasteransätze mit Löwenköpfen dekoriert. In der Gruft zwei schlichte Kreuzgratgewölbe, als Schlusssteine die Wappen der Familie Bernauer und Henrici, beide bezeichnet mit 1657. Zwei Sandsteingrabplatten für Ratsbaumeister Martin Pötzsch († 1697) und seine Frau Dorothea geb. Sohr († 1697), früher auf dem Taucherfriedhof, mit Schriftkartusche umrahmt von Rollwerk, Akanthus und Trauben, im oberen Teil der linken Platte zwei Hände aus Wolken mit Richtscheit und Winkel, eine andere Hand misst mit dem Zirkel eine Scheibe mit rahmender Inschrift. Im oberen Teil der zweiten Platte zwei aus Wolken kommende Hände mit flammenden Herzen, darüber Schriftband.
7. ↑  Strumpfwalke Fischergasse 22:
 1360 erstmals Tuchmacherwalke im Bereich des Werkhauses der Neuen Wasserkunst erwähnt (siehe Fischergasse 20) erwähnt: Mühlenwerk, das mit Hämmern unter fließendem Wasser auf fertiges Gewebe schlägt („walkt“), durch Verfilzung der Fasern im Gewebe entstehen die so genannten Walkstoffe. Um 1500 Neu- oder Umbau. 1606 Zwangsentzug der einer Innung gehörenden Tuchmacherwalke durch den Rat der Stadt. (Teil-)Abbruch für den Bau der Neuen Wasserkunst und eines Werkhauses hierfür. 1621 Neuerrichtung einer Leinwandwalke durch einen Kaufmann auf dem Grundstück südlich des Werkhauses. 1686 nach schlechtem Geschäftsgang Wiedereröffnung als Strumpfwalke. Anfang des 18. Jahrhunderts im Besitz der Stadt, wurde sie nachweislich von 1702 bis zum 1820 an Strumpf- und Barettmacher verpachtet, danach an dieselbe Innung verkauft – sie blieb Eigentümerin und Betreiberin der „Walk-Anstalt (...) zur Fertigung der Waaren des Strumpf- und Barettmachergewerbes“ bis in das 20. Jahrhundert. Ab 1847 einige Jahre auch pachtweise als Wollspinnerei eingerichtet, 1887 nach dem Verkauf und Abbruch der zweiten Innungswalke am Weinberg (Nähe Kupferhammer), Strumpfwalke in der Fischergasse einzige ihrer Art in Bautzen bis 1907, danach Lohnwäscherei für „Herren- und Damengarderobe“, privat nachweislich von 1939 bis 1991 geführt, heute Wohnhaus.

Walkgebäude des frühen 17. Jahrhunderts wohl Holzfachwerkkonstruktion, 1729 vom Rat der Stadt als Massivbau neu errichtet. Vn der Spree führt zum Haus direkt ein Kunstgraben zum Haus, der im 20. Jahrhundert verfüllt wurde. 1847 durch den Kaufmann Johann Gottfried Fabian Um- und Erweiterungsbau des Walkgebäudes für die Einrichtung einer Wollspinnerei über der Walke. Nach 1900 an der Südfront des Gebäudes frei stehender Ziegelschornstein (abgebrochen), auf eine Kesselanlage für die Wäscherei hindeutend. Zweigeschossiger Massivbau mit nördlichem Annex, verputzt, Holzbalkendecken, Satteldach mit stehendem Stuhl. Schlichte Achsen mit hochrechteckigen Fenstern. 1963 Ausbau des Dachgeschosses für Wohnung, Schleppgaupen. Wirtschaftsgeschichtlich von Bedeutung.
8. ↑  Johann-Georg-Denkmal mit Marktbrunnen: 
 Das Denkmal, für das der Dresdener Professor Gustav Heine (1802–1880) den Entwurf lieferte, erinnert an das Ende der von 1635 bis 1637 (Datum am Denkmal angebracht) geführten Verhandlungen zwischen Böhmen und Sachsen. Ausgeführt hat den Entwurf der Dresdener Bildhauer Wilhelm Schwenk (1830–1871), der neben dem Bautzener Denkmal bereits das Standbild Johann Georgs I. (1863) für Johanngeorgenstadt geschaffen hatte. Der Marktbrunnen samt Brunnenfigur ist aufgrund seiner künstlerischen Bedeutung, die sich aus der hohen Qualität der spätklassizistischen Skulptur ergibt, schützenswert. Gleichzeitig ist er auch stadtgeschichtlich bedeutend. Zum einen erinnert er nämlich an die im 19. Jahrhundert in Form des Denkmals zelebrierte Zugehörigkeit der Lausitz zu Sachsen und zum anderen an die Inbetriebnahme der Wasserleitung als frühneuzeitlicher Ingenieursleistung Wenzel Röhrscheidts im Jahr 1610. Da die Altstadt Bautzens auf Fels gebaut wurde und so kein Quell- und Grundwasser vorhanden war, maß man den im Stadtbild seltenen Brunnen von jeher große Bedeutung bei.
9. ↑  Marktbrunnen mit Brunnenskulptur (Hauptmarkt):

Der in den Jahren 1984/85 errichtete Brunnen auf dem Bautzener Hauptmarkt stellt eine Teilrekonstruktion des Mitte des 19. Jahrhunderts abgebrochenen Marktbrunnens dar. 1855 nämlich entschieden die Stadtverordneten, dass der zwischen 1571 und 1576 von Wenzel Röhrscheidt d. J. erbaute Brunnen ein Hindernis für den zunehmenden Verkehr darstelle und diesem deswegen weichen müsse. Die Brunnenfigur, das überlebensgroße Standbild eines im Volksmund „Ritter Dutschmann“ genannten Kriegers, ist damals zunächst eingelagert und 1864 an die Mauer unterhalb des Rathausturms versetzt worden, wo sie bis 1984 verblieb.

Den Spieß in der rechten, die linke Hand auf einem Schild mit dem Stadtwappen Bautzens ruhend, blickte die mit einer römisch anmutenden Rüstung und Straußenfederhelm bekleidete Sandsteinskulptur ursprünglich vom Hauptmarkt in Richtung Rathaus. Zugeschrieben wird das Bildwerk, das im Brunnen mittig auf einem mit Löwenköpfen verzierten Ständer befestigt war, dem Dresdener Bildhauer Christoph Walther II (1534–1584). Die Wände des achteckigen, im Durchmesser etwa sechs Meter messenden Brunnenbeckens bestanden sehr wahrscheinlich aus gekehlten Granitplatten.

Als man sich 1984 dazu entschloss, den Brunnen über dem ursprünglichen, noch im Pflaster markierten Grundriss zu rekonstruieren, fertigte der Dresdener Bildhauer G. Thiele aufgrund des schlechten Erhaltungszustands des Originals eine Kopie des Kriegers an. Die nicht mehr erhaltenen Platten des Beckenrandes ersetzte man durch neu geschaffene Relieftafeln des Dresdener Bildhauers Johannes Peschel (geboren 1931 in Kamenz), die umlaufend Szenen aus der älteren und jüngeren Geschichte der Stadt Bautzen zeigen. Chronologisch behandeln sie folgende Themen:
  1. Die Zerschlagung des Handwerkeraufstands von 1408
  2. Die Belagerung durch die Hussiten 1429
  3. Der Stadtbrand von 1634
  4. Der Maiaufstand von 1849
  5. Der Klassenkampf 1923
  6. Der Wiederaufbau der Friedensbrücke nach 1945
  7. Das erste sorbische Volkstreffen mit Wilhelm Pieck 1950
  8. Das Wohnungsbauprogramm nach 1971

Stilistisch sind die expressiv gestalteten Szenen Spiegelbild des künstlerischen Ausdrucks ihrer Zeit. Die Motive füllen das Bildfeld der Granittafeln sämtlich aus, entwickeln dabei aber kaum Tiefenwirkung, was in der schablonenhaft flächigen Gestaltung der Figuren und dem Verzicht auf die Zentralperspektive begründet liegt.

Die Bedeutung des Brunnens auf dem Bautzener Hauptmarkt ergibt sich zum einen aus seiner stadtgeschichtlichen Bedeutung, die auf seiner Funktion als öffentliche Wasserstelle beruht. Da die Altstadt von Bautzen auf Fels gebaut ist, wurde den wenigen Brunnen, die nur mittels ingenieurtechnischer Leistungen betrieben werden konnten, von jeher große Bedeutung beigemessen. Zum anderen ist der Brunnen aufgrund der Qualität der renaissancezeitlichen Brunnenskulptur einerseits sowie der Relieftafeln Peschels andererseits künstlerisch bedeutend.
10. ↑  Katholische Liebfrauenkirche (Dehio – Handbuch der deutschen Kunstdenkmäler / Sachsen Band 1):
Die schlichte Kirche steht auf einem kleinen Platz außerhalb des Altstadtringes, östlich vom Reichenturm. Nach Beschädigung im Hussitenkrieg 1443 Neuweihe, 1581 Turmhaube aufgesetzt, im 17. Jahrhundert mehrmals zerstört. 1864 Umbau mit Verlängerung um ein Joch nach Westen, Anfügung der Eingangshalle, Einbau der Emporen, 1879/80 Umgestaltung des Äußeren in neugotischen Formen durch Baumeister Kaup, 1897, 1912 und 1936 Restaurierung innen, nach 1945 Beseitigung der Kriegsschäden, 1970–73 umfassende Neugestaltung des Innenraumes durch J. Biesold und Gottfried Zawadski, Anbau der neuen Sakristei, 1983 Restaurierung der alten Sakristei.
Vierjochiger Rechtecksaal mit 3/8-Chorschluss, verputzt, umstellt mit Strebepfeilern. Das Satteldach über dem Chor abgewalmt. An der Nordseite dreigeschossiger Turm mit angebautem Treppenaufgang, geschweifte Haube mit Zwiebellaterne. Vorbau an der Südseite, Eingangshalle an der Westseite. Am Schiff spitzbogige Fenster, einige mit Maßwerk, im Westen neugotische Fensterrose, am Turm auch rundbogige Fenster und Ochsenaugen. Heller langgestreckter Innenraum mit schlichten Kreuzgratgewölben, die auf den der Wand vorgelagerten Schildbögen und den mit halbem Achteckquerschnitt gebildeten Wandpfeilern ruhen. Im Westjoch Empore mit moderner Holzbalustrade. Nördlich des Chorraumes, im Turm, die alte Sakristei mit zwei Sterngewölben, 1443, mit rot-schwarz gestalteten Rippen. Darüber der zur Kirche mit zwei Spitzbögen sich öffnende sogenanntem Michaelis-Chor.
 Ausstattung: An der Nordwand monumentale Kreuzigungsgruppe mit Maria und Johannes, farbig gefasst, 17. Jahrhundert. Rechts im Chorraum Kopie des Gnadenbildes der Mutter Gottes vom guten Rat in Genazzano (Italien), mit sorbischer Inschrift, 18. Jahrhundert, vom ehemaligen Marienaltar. An der Südwand Figur des hl. Benno, dessen Attribute (Fisch und Schlüssel) eine Engelfigur hält, Holz, weiß und gold gefasst, 1700, vom ehemaligen Bennoaltar. An der Nordwand Dreifaltigkeitsbild, Anfang des 18. Jahrhunderts, vom ehemaligen Hauptaltar. Farbige Chorfenster, das himmlische Jerusalem darstellend, 1972, von Gottfried Zawadski In der neuen Sakristei ein Kruzifix aus Meißner Porzellan, Anfang des 19. Jahrhunderts. Orgel von Kohl, 1864, mit schlichtem, seitlich hochschwingendem Prospekt. Unter der Empore ein steinernes Epitaph für den sorbischen Priester Magister Georg Bernhard Russ († 1644), Halbfigur über einer Brüstung, Kartusche mit Inschrift bildet eine Art Kanzel. Außen an der nördlichen Turmwand schlichte Gedenktafel für Jakob Behrnauer († 1553).